# Vélez-Málaga

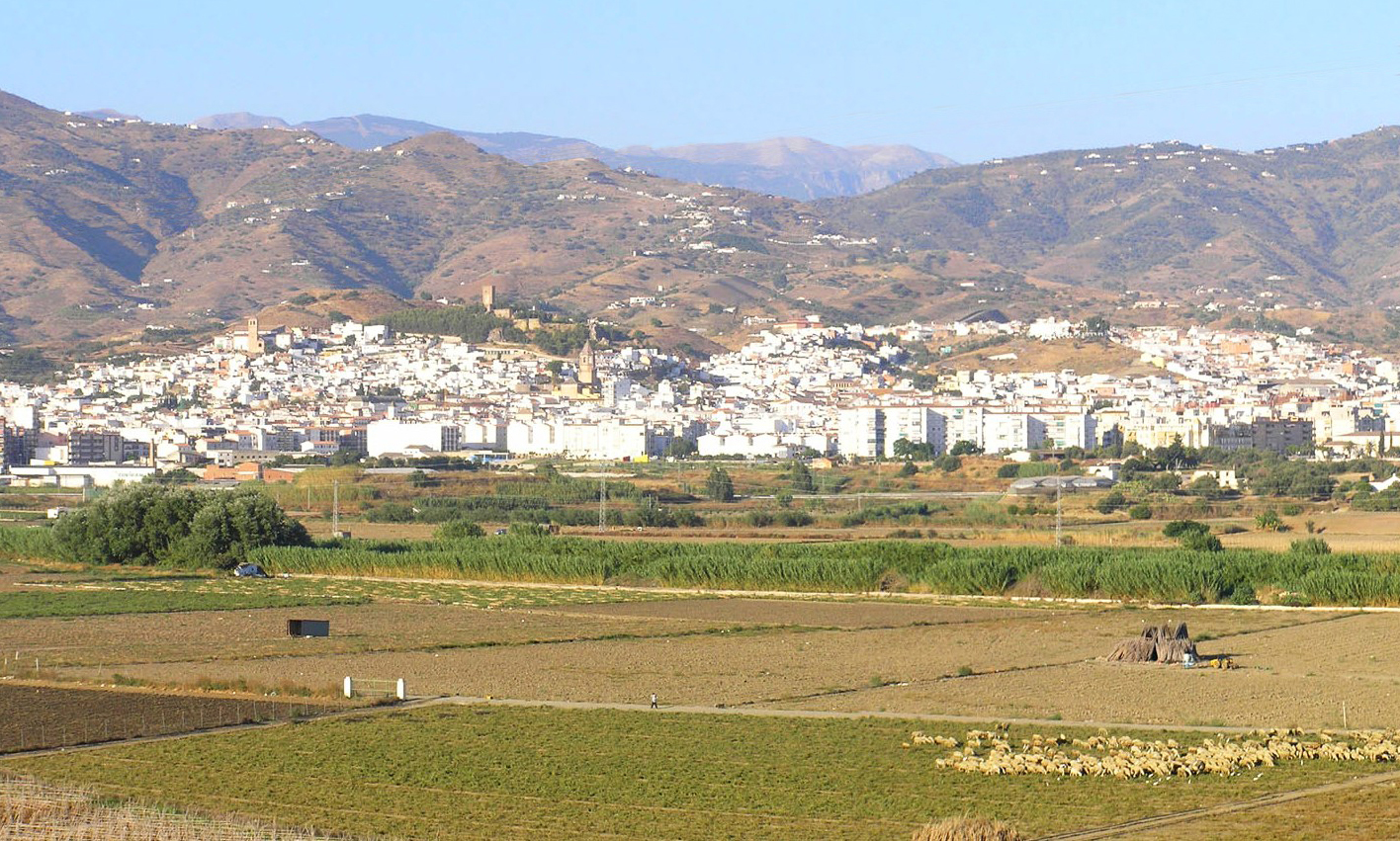
Vista panorámica de Vélez-Málaga

Vélez-Málaga es una ciudad y municipio de la provincia de Málaga, en la comunidad autónoma de Andalucía, España. Es una de las ciudades más importantes de la comarca de La Axarquía, sede de la Mancomunidad de Municipios de la Costa del Sol-Axarquía, es, además, cabeza del partido judicial de Vélez-Málaga Está situada a 37 km del centro de Málaga. Obtuvo el título de ciudad en el año 1487, otorgado por los Reyes Católicos.
Con una población de 85 990 habitantes (INE 2024), Vélez-Málaga es el tercer municipio más poblado de la provincia, solo por detrás de la propia ciudad de Málaga y del municipio de Marbella.
Más de la mitad de la población se concentra en el núcleo urbano de la ciudad, mientras que el resto se encuentra disperso en núcleos urbanos más pequeños, urbanizaciones costeras y cortijos en el interior. Su término municipal abarca una superficie de 158 km², que se extiende por la vega del río Vélez y las montañas circundantes, abriéndose hacia el Mediterráneo por el sur.
El turismo constituye la principal fuente de ingresos del municipio; seguido por la agricultura, que destaca por la producción de cultivos subtropicales como el mango, la chirimoya, el níspero y, sobre todo, el aguacate; del que es el mayor productor de España. A 7 km del municipio se encuentra el puerto de Caleta de Vélez, con actividad pesquera y deportiva.
El centro histórico de Vélez-Málaga ha sido declarado conjunto histórico-artístico. La ciudad conserva un significativo patrimonio arquitectónico mudéjar y barroco, con palacios, iglesias y conventos entre calles pintorescas.
Los yacimientos arqueológicos de Vélez-Málaga prueban la existencia de asentamientos fenicios y romanos en el actual término municipal, aunque el principal núcleo urbano fue fundado hacia el siglo X d. C. durante el periodo andalusí, que lo llamaron Ballix Malaca (Valle de Málaga).

## Toponimia
El topónimo Vélez, según el padre Tapia, quien se apoya en hallazgos arqueológicos, tiene un origen íbero. Esta postura carece de justificación lingüística; y una hipótesis más respaldada, conecta el topónimo con el antroponímico beles y este con el protovascuence beltz, que significa negro. Por su parte, Ferrán Torra sostiene que proviene del término latín vallis, traducción de valle.

## Geografía

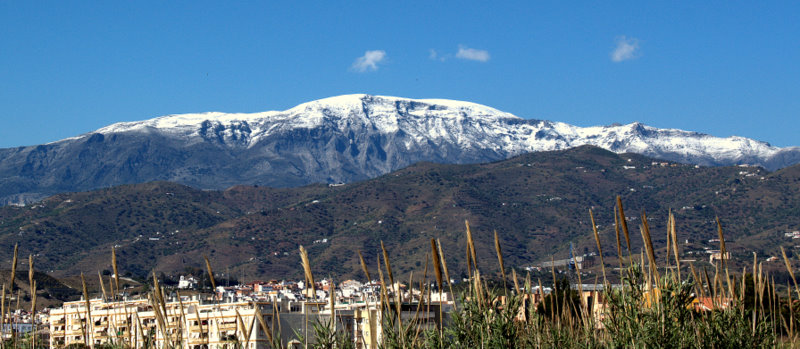
Vélez-Málaga en mayo de 2012

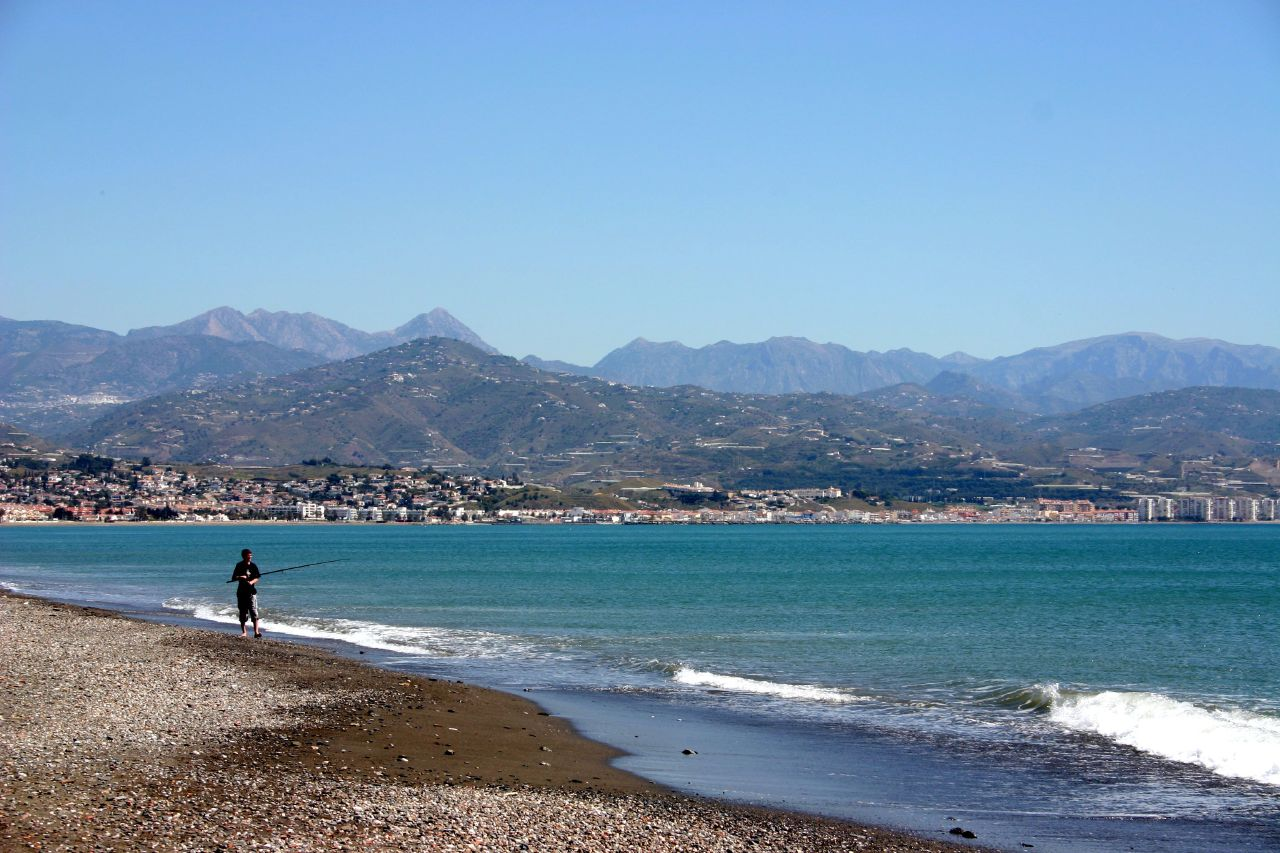
Vista parcial del litoral de Vélez-Málaga

El municipio de Vélez-Málaga se compone de dos territorios separados entre sí por el término municipal de Algarrobo. El territorio mayor, donde se encuentra el núcleo urbano central, ocupa la vega del río Vélez, extenso valle bordeado hacia el oeste por los Montes de Málaga y hacia el este por las estribaciones de las sierras de Tejeda y Almijara.
Esta zona limita al norte con el municipio de La Viñuela; al este, con Arenas y Algarrobo; al oeste con Rincón de la Victoria, Macharaviaya, Benamocarra e Iznate; y al noroeste con Almáchar y Benamargosa.
| Noroeste: Benamargosa, Almáchar                                  | Norte: La Viñuela     | Noreste: Arenas           |
| Oeste: Rincón de la Victoria, Macharaviaya, Iznate y Benamocarra |                       | Este: Algarrobo           |
| Suroeste Mar Mediterráneo                                        | Sur: Mar Mediterráneo | Sureste: Mar Mediterráneo |

El segundo territorio, situado más al este y considerablemente más pequeño, se conoce como el enclave de Lagos. Esta zona limita al norte con Sayalonga, al este con Torrox, al oeste con Algarrobo y al sur con el mar Mediterráneo. El motivo de la separación de ambos territorios es que desde 1501 Vélez-Málaga tenía jurisdicción sobre 27 villas de La Axarquía, abarcando en la zona litoral desde Benajarafe hasta Maro.
Muchas de estas localidades se fueron constituyendo en municipios. Así, en el área oriental de la costa se segregaron Algarrobo, Torrox y Nerja. Sin embargo, Lagos no alcanzaba el censo de 1000 habitantes requerido, por lo que continuó formando parte del término municipal de Vélez-Málaga.

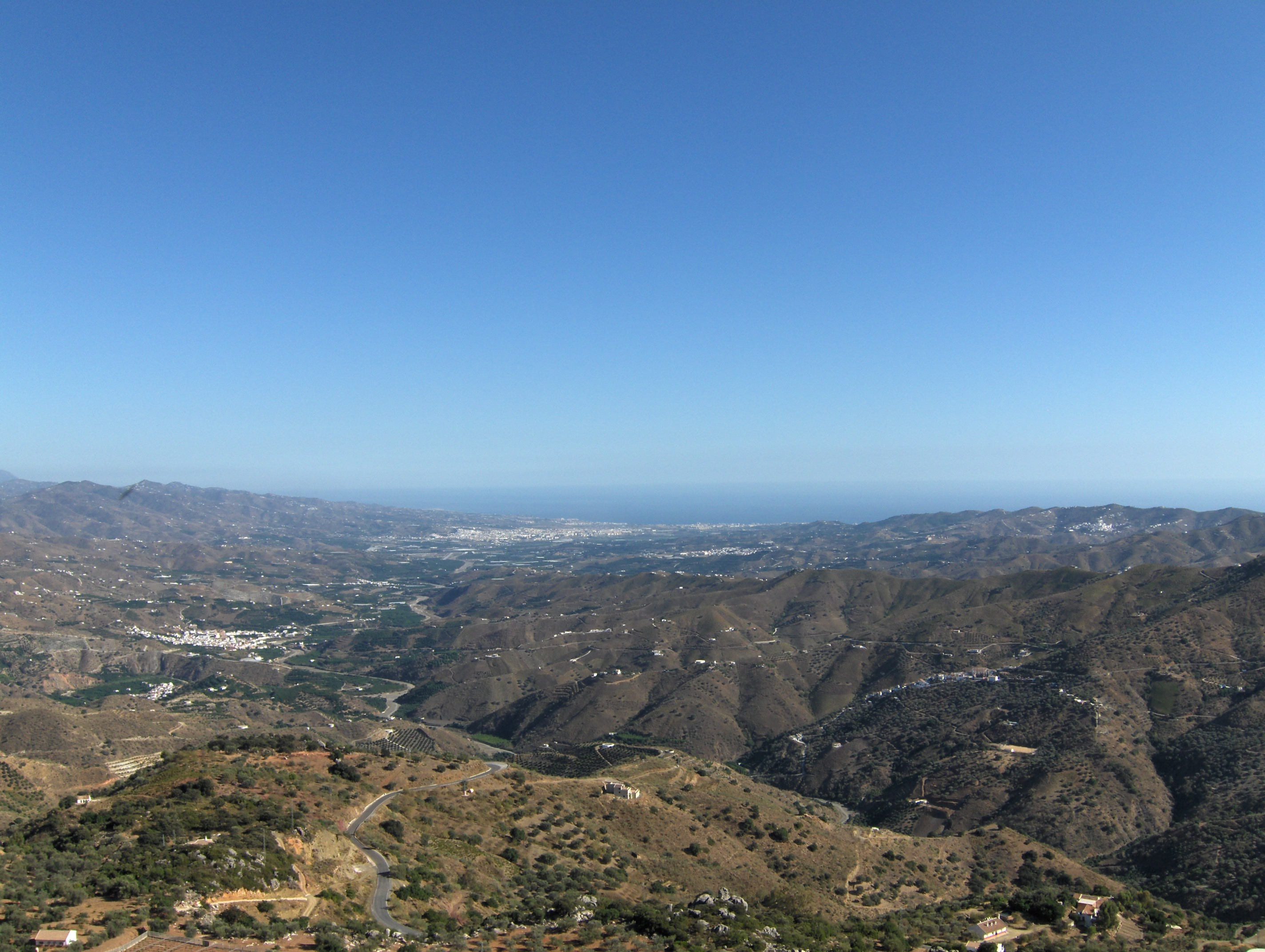
Valle del río Vélez desde Comares. Al fondo, Vélez-Málaga

Gran parte del municipio está ocupado por huertas de árboles frutales (aguacates, mangos) y algunos cultivos de caña de azúcar que se mantienen desde lo que fue el gran sector económico del municipio a finales del siglo XIX y principios del XX. Han tomado gran importancia los cultivos a gran escala de árboles subtropicales, entre los que destacan el aguacate, mango, chirimoya y otras variedades que lentamente se van introduciendo. Estos campos y huertas se alternan con un creciente número de invernaderos.

### Clima
El mar, la orografía y la situación geográfica de la cuenca del río Vélez-Málaga determinan el microclima del municipio, caracterizado por la suavidad de sus temperaturas, con una media de 18 °C y unas 2935 horas de sol al año. El régimen de precipitaciones, con una media anual de 470 l/m², es el típico del clima mediterráneo, en el que se diferencian una estación seca y otra en la que se concentran las lluvias.
Los vientos predominantes durante las estaciones de otoño e invierno son los de levante, generalmente frescos y húmedos. También húmedos, pero más templados, son los vientos de procedencia atlántica o de poniente. Los vientos cálidos son los de procedencia africana o peninsular, conocidos estos últimos como terral, que son secos y cálidos y provocan un aumento de las temperaturas máximas durante el verano. También se distingue un terral de invierno, igualmente seco, pero frío.

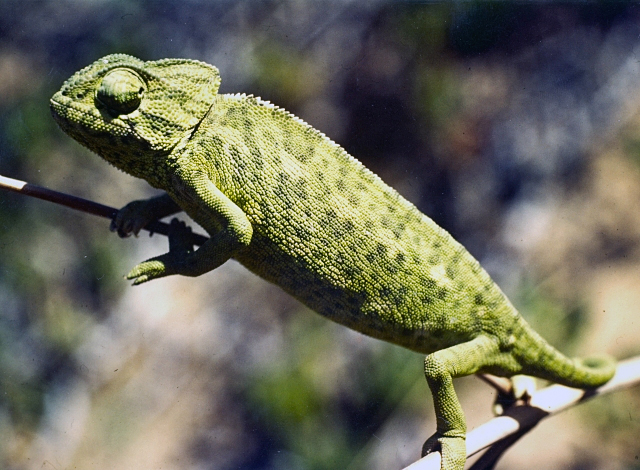
Camaleón común

### Flora y fauna
El término municipal de Vélez-Málaga ha sufrido una intensa deforestación a lo largo de la historia en favor de la agricultura, por lo que la vegetación original es casi inexistente. La mayor parte de las dispersas zonas naturales están formadas por matorrales degradados, producto del abandono de algunos campos de cultivo. El bosque de galería, constituido por álamos y sauces principalmente, permanece solo en pequeñas zonas en los márgenes del río Vélez.
La fauna relevante se concentra en tres enclaves: el Peñón de Almayate, la desembocadura del río Vélez y los bancos de arena marinos, donde están representadas aves rapaces como el cernícalo vulgar, los limícolas y laridae, y los invertebrados marinos. En total existen unas 121 especies de anfibios, reptiles, aves y mamíferos. Destaca la comunidad de camaleones, especie en peligro de extinción, que encuentra en Vélez-Málaga su principal núcleo de expansión del Mediterráneo. En el medio submarino destaca la Playa de Valle Niza, con poblaciones de fanerógamas marinas y presencia de comunidades de zosteretum marinae y cymodoceion nodeosae.

## Historia

### Edad Antigua
Aunque se han encontrado vestigios datados en la Edad del Hierro en el casco urbano de Vélez-Málaga, las primeras noticias sólidas se deben a los fenicios, que se asentaron en la costa del actual municipio a partir del siglo VIII a. C., preferentemente en los estuarios de los ríos, como documentan los yacimientos arqueológicos de los Toscanos y Chorreras.
Los restos de toberas y escorias encontrados constatan la explotación de la metalurgia del hierro, actividad a la que se unía la portuaria y comercial, como se constata en la zona del Manganeto, donde se ubicó el primitivo embarcadero fenicio de este asentamiento y las ánforas griegas contenedoras de aceite ático encontradas en este enclave. Se cree que este embarcadero fue muy utilizado para el atraque de las embarcaciones fenicias en desarrollo, en un principio, de su importante actividad pesquera.
De la ocupación romana quedan evidencias en diferentes yacimientos, pero especialmente en el de Cerro del Mar, restos de lo que fue la necrópolis de la ciudad marítima de Maenoba, situada en el área de Torre del Mar. Los romanos desarrollaron la industria de salazón y la producción de garum, cuyas bases ya habían sentado los fenicios. También se desarrollaron en esta época una incipiente agricultura y la pesca.

### Edad Media

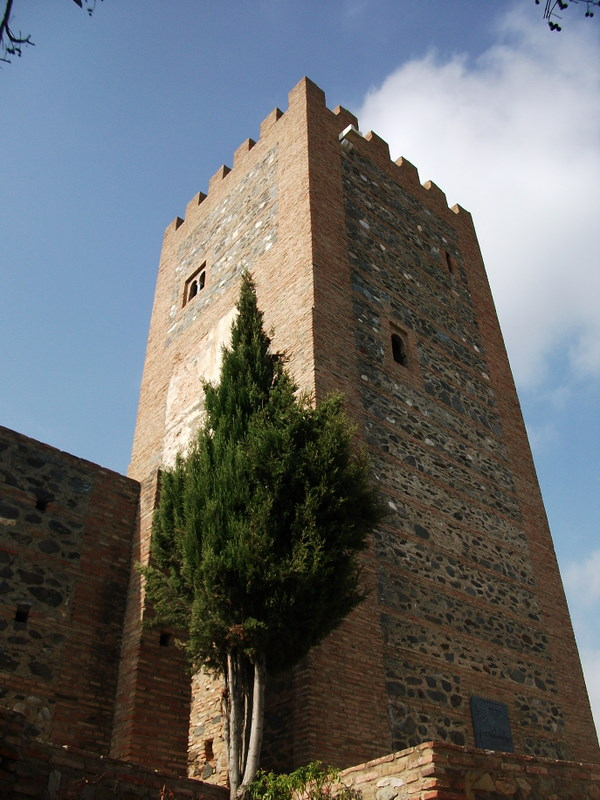
Fortaleza de Vélez Málaga en agosto de 2011

En la época islámica se constituyó el núcleo urbano de Vélez-Málaga, cuyo nombre deriva de: Ballax, Ballix, Aballix o Ballix-Malica. La ciudad musulmana se estructuraba con la fortaleza en el punto más alto de la población, de gran valor defensivo y estratégico, extendiéndose en la falda occidental del monte, en lo que hoy se conoce con el nombre de La Villa.
Entre los siglos XIII y XV Vélez-Málaga fue una de las ciudades más importantes del Reino Nazarí de Granada, como atestiguan autores como Idrisi, Abu al-Fida, Ibn Battuta, Ibn Asim y Abd-al-Basit.
El crecimiento de población que experimentó la ciudad en este período tuvo como consecuencia el desbordamiento del área fortificada y la aparición de arrabales en las zonas de lo que hoy constituyen el barrio del Arroyo de San Sebastián y la zona del Pajarillo, en la falda del cerro de los Remedios. En los alrededores de la medina existían alquerías que son el origen de los núcleos de Almayate, Benajarafe y Cajiz entre otros.
Ante el imparable avance de la Corona de Castilla sobre el Reino de Granada, el 27 de abril de 1487 el rey Fernando el Católico consigue la toma de Vélez-Málaga tras la rendición de Abul Kasim Venegas, pasando su gobierno al corregidor Diego Arias. Según cuentan los cronistas de la época, el rey Fernando II de Aragón (Fernando el Católico) estuvo a punto de morir en el sitio de la ciudad, hecho que ha quedado reflejado en el escudo de armas de la ciudad.
Los habitantes nazaríes fueron expulsados de la ciudad, aunque se les permitió llevar sus bienes muebles. Sin embargo, los habitantes de las alquerías pudieron permanecer en sus hogares, ya que las nuevas autoridades necesitaban mantener el sistema productivo nazarí, basado en avanzadas técnicas agrícolas altamente productivas. No obstante, los mudéjares fueron frecuentemente víctimas de rapiñas por parte de los nuevos señores, que se esforzaron en aumentar sus tierras, provocando el levantamiento de los mudéjares de Nerja y Torrox en 1488, que ocasionó numerosas bajas a los cristianos.

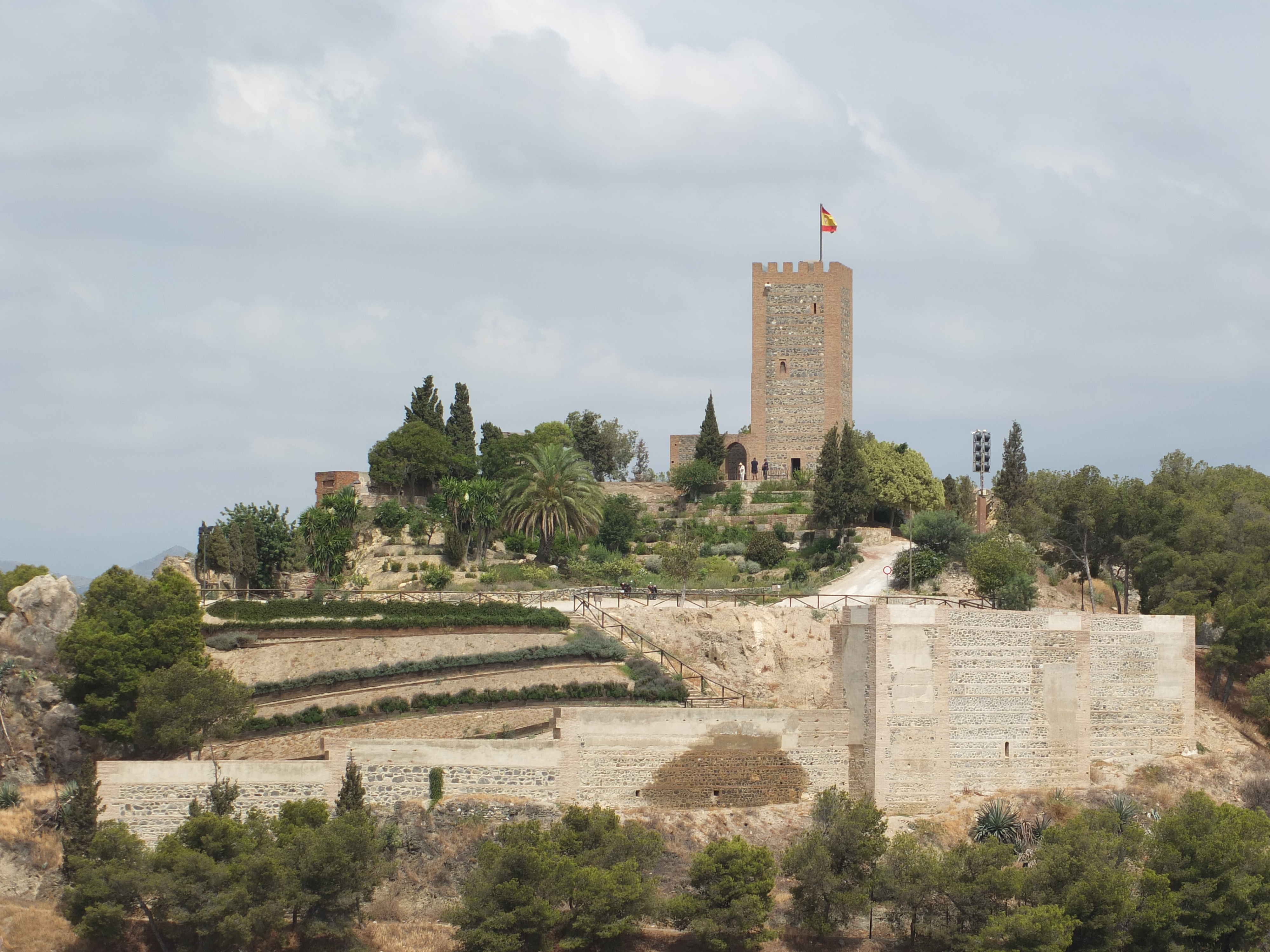

Dado que aún no había caído Granada, una tercera parte de los 600 repobladores, procedentes de la Baja Andalucía, Extremadura, Murcia y Castilla, era personal militar. Estos obtuvieron tres veces la extensión de tierra destinada a los peones. El resto de las tierras fue entregado a la Iglesia y a los bienes comunitarios del concejo.
Torre del Mar, por su parte, fue cedida a Ruiz López de Toledo, quién rechazó el ofrecimiento y la donó, a su vez, a la ciudad de Vélez-Málaga, que además recibió las tahas de Bentomiz y Frigiliana y, posteriormente, Zalia. Como otras muchas ciudades del antiguo Reino de Granada, Vélez-Málaga fue dotada de determinados privilegios. En el ámbito fiscal estuvo exenta de alcabalas a los productos básicos de alimentación, vestido y vivienda.

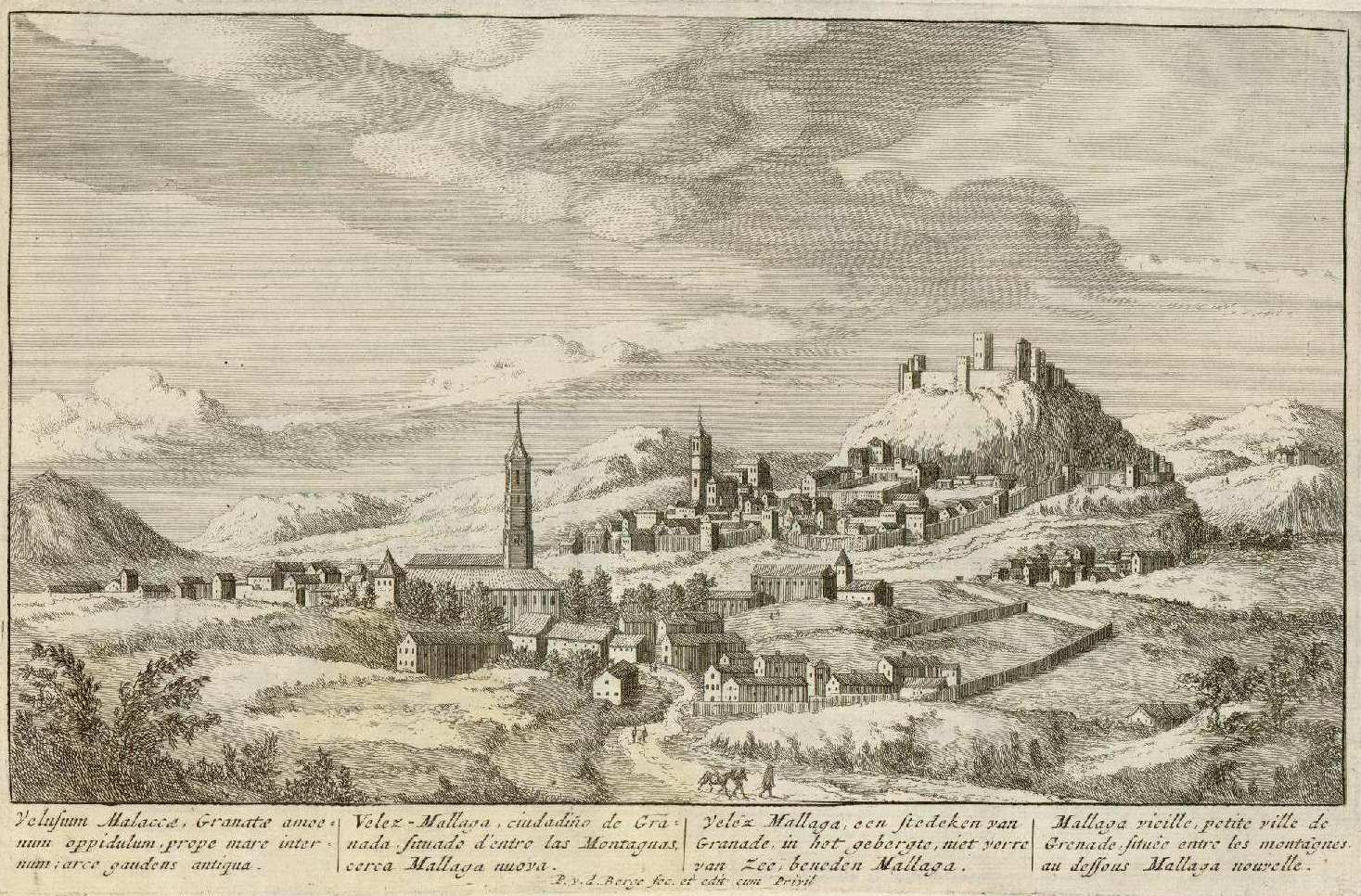
Vélez a inicios del

### Edad Moderna
Las nuevas autoridades cristianas trajeron consigo un nuevo concepto de ciudad y poco después de la conquista se produjeron cambios sustanciales en su morfología urbana. Se ordenaron plazas públicas y nuevos edificios civiles y religiosos, que propiciaron transformaciones espaciales importantes.
Así, sobre las antiguas mezquitas se levantaron las iglesias de Santa María, San Juan, San Roque y San Juan Evangelista, el convento de San Francisco y las ermitas de San Sebastián, San Cristóbal y Santa Catalina. En la segunda mitad del siglo XVI se produjo un gran desarrollo urbano con la construcción de monasterios como el de Nuestra Señora de Gracia y el de San José de la Soledad, dando lugar a la llamada ciudad conventual. En cuanto a las edificaciones civiles, se desarrollan los hospitales de Los Lazarinos y de San Marcos.

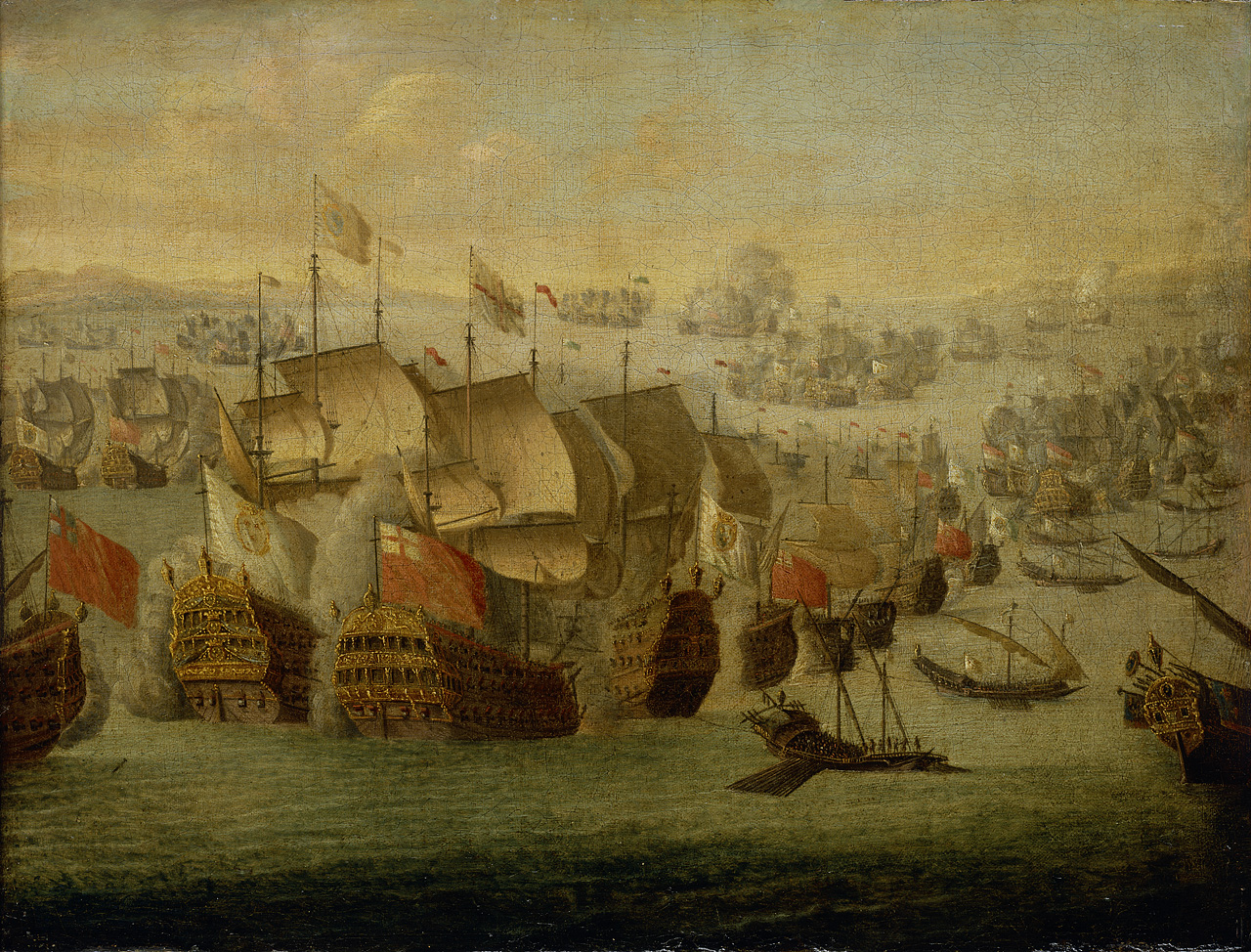
La batalla de Málaga, de Isaac Sailmaker. Fue el mayor combate naval de la guerra de sucesión española. Tuvo lugar frente a las costas de Vélez-Málaga el día 24 de agosto de 1704

Vélez-Málaga se constituyó en el centro neurálgico de la zona, que aún hoy mantiene como capital de La Axarquía. En Torre del Mar se concentraba la mayor parte de los cultivos de vid y cítricos de la comarca y desde allí mismo se vendían y se exportaban al norte de Europa. Otras tierras estaban dedicadas al cultivo de cereales, hortalizas y caña de azúcar.
Durante el siglo XVII se produjo una disminución de la población, debido a las epidemias y guerras que afectaron a España en la época. Las incursiones de los piratas turcos y berberiscos fueron constantes en este siglo. Las torres vigías del litoral daban la alarma al destacamento con base en Vélez, que temporalmente albergó la Capitanía General de la Costa. El Cabildo municipal estaba monopolizado por la oligarquía e incluso los regimientos se convirtieron en propiedad privada. A partir de 1640 contó con un corregimiento propio.
Vélez-Málaga apoyó a los Borbones durante la guerra de sucesión española, y fue testigo el 23 de agosto de 1704 del enfrentamiento naval conocido como Batalla de Vélez-Málaga, en el que una flota hispánico-francesa se enfrentó a una flota anglo-holandesa. Entre ambas, reunieron 146 embarcaciones y más de 46 000 hombres en combate, de los que murieron más de 4500, sin que ninguna de las partes se diera claramente por victoriosa. El siglo XVIII fue una época de crecimiento en la que se construyeron o restauraron numerosas iglesias y edificios públicos. También mejoró la infraestructura de la ciudad y se dieron a conocer las ideas de la Ilustración con la creación en 1783 de la Sociedad Económica de Amigos del País.

### Edad Contemporánea

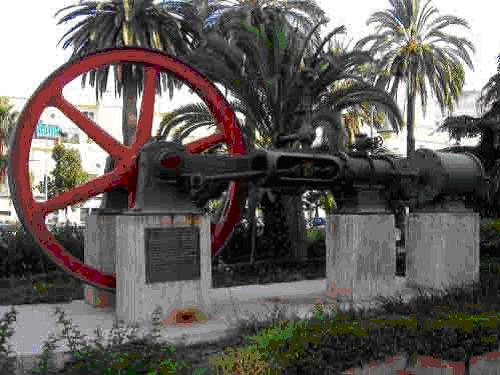
Máquina de vapor de la antigua Azucarera Virgen del Carmen de Torre del Mar, establecimiento pionero de la industria del azúcar de Andalucía. Gestionada por la familia Larios, la fábrica empleaba a más de 300 trabajadores.

El siglo XIX comenzó con una epidemia de fiebre amarilla, con la que murió más del 60 % de la población en 1804 y debido a la cual, los militares asumieron el gobierno municipal. La invasión napoleónica dividió a la población en dos facciones que se opondrían una contra la otra durante casi todo el resto del siglo. Posteriormente se sucedieron varias epidemias de cólera (véase: Pandemias de cólera en España), y períodos de sequía.
En la segunda mitad del siglo se produjo un breve resurgimiento económico, pero la plaga de la filoxera arruinó los viñedos. Además, el terremoto de 1884 asoló la zona, que solo empezaría a recuperarse económicamente con la expansión del cultivo de caña de azúcar. En 1845 el botánico Ramón de la Sagra adquirió un trapiche en Torre del Mar para fabricar azúcar a partir de la caña de azúcar gracias a los conocimientos adquiridos en Cuba.
El negocio fue vendido a su acreedor, Juan Nepomuceno Enríquez en 1847. Ya con el nombre de Azucarera Virgen del Carmen sería adquirido finalmente en 1852 por Larios y Compañía y se convertiría en la azucarera más importante de la costa malagueña durante el auge de la industria del azúcar en Andalucía. En el siglo XIX, la ciudad experimenta un gran crecimiento urbanístico, expandiéndose por las zonas de Cruz Verde, los paseos de Andalucía y Reñidero, El Cerro y la Cruz del Cordero.
En 1842, Torre del Mar obtiene su propio ayuntamiento, que ya había sido reclamado anteriormente. Pero su término municipal era demasiado pequeño y el puerto quedó bajo la jurisdicción de Vélez, por lo que seis años después, en 1848, se reincorpora al municipio matriz, según consta en los archivos del cabildo.
A principios del siglo XX llega el ferrocarril a Torre del Mar y posteriormente a Vélez-Málaga, quedando ambos comunicados con la capital provincial mediante los Ferrocarriles Suburbanos de Málaga. Con el estallido de la Guerra Civil Española y la instauración del posterior régimen franquista, se produjeron grandes calamidades en el municipio, fue especialmente notoria la ocurrida durante la evacuación masiva de la población civil de Málaga en dirección a Almería, en la llamada masacre de la carretera Málaga-Almería. A partir de los años 1960 el municipio se incorpora al boom turístico, que transforma radicalmente a la localidad de Torre del Mar con la construcción de grandes bloques de apartamentos.

## Demografía
Vélez-Málaga cuenta con una población de 85 990 habitantes (INE 2024).
| Gráfica de evolución demográfica de Vélez - Málaga entre 1787 y 2021 |
| |
| Población de derecho según los censos de población del INE Población de hecho según los censos de población del INEEn 1877 crece el término del municipio porque incorpora a Chilches |

| Núcleo          | Habitantes |
| --------------- | ---------- |
| Vélez-Málaga    | 41 656     |
| Torre del Mar   | 23 481     |
| Almayate        | 5021       |
| Caleta de Vélez | 4169       |
| Chilches        | 4088       |
| Benajarafe      | 3863       |
| Lagos           | 883        |
| Cajiz           | 830        |
| Triana          | 732        |
| Trapiche        | 413        |
| Cabrillas       | 241        |

En 2010, la población del municipio de Vélez-Málaga sobrepasó los 75 000 habitantes, cuarto municipio más poblado de la provincia, por detrás de la capital, Marbella y Mijas. En general, el crecimiento demográfico de Vélez Málaga ha sido alto en las últimas décadas.
La población está formada por personas procedentes de todos los rincones de La Axarquía, así como por población foránea a ella. Hay que destacar una gran comunidad de gitanos, que se concentra sobre todo en los barrios de La Villa, La Gloria, Pueblo Nuevo de La Axarquía y Las Malvinas.
Los extranjeros sin nacionalidad española según datos de 2022 son 10 884. De ellos, el grupo más numeroso es el procedente de Marruecos, que representa alrededor del 18,5 % del total de extranjeros. También están presentes los argentinos (9,7 %); y los nacidos en países europeos, principalmente rumanos, alemanes y británicos.
El núcleo principal del municipio lo constituye la localidad de Vélez-Málaga propiamente dicha, situada en el interior a pocos kilómetros de la costa. Los siguientes núcleos en importancia por población son Torre del Mar y Caleta de Vélez, situados en la costa. Estos tres núcleos, que distan poca distancia entre sí, están cada vez más próximos debido al crecimiento urbanístico del municipio y están unidos por la avenida del Rey Juan Carlos I y el Paseo Marítimo.
A lo largo de la costa se sitúan otras localidades menores como son: Almayate, Valle-Niza, Benajarafe y Chilches, en el lado occidental; y Mezquitilla y Lagos, en el lado oriental. En el interior destacan: Cajiz, Los Puertas, Los Íberos, Los Pepones, Trapiche, Triana y Cabrillas.

### Área metropolitana de Vélez-Málaga

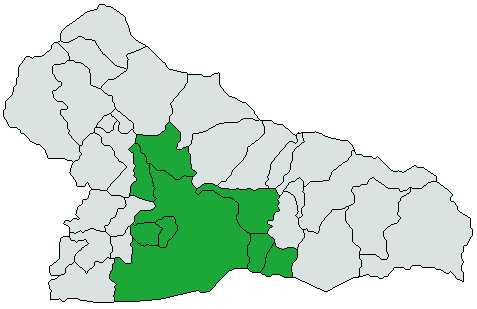
Municipios que conforman el área metropolitana de Vélez-Málaga

El área metropolitana de Vélez-Málaga cuenta con 101 831 habitantes y está formada por los municipios de: Vélez-Málaga, Algarrobo, Benamocarra, La Viñuela, Benamargosa, Arenas e Iznate. Es la decimoséptima área metropolitana más poblada de Andalucía.

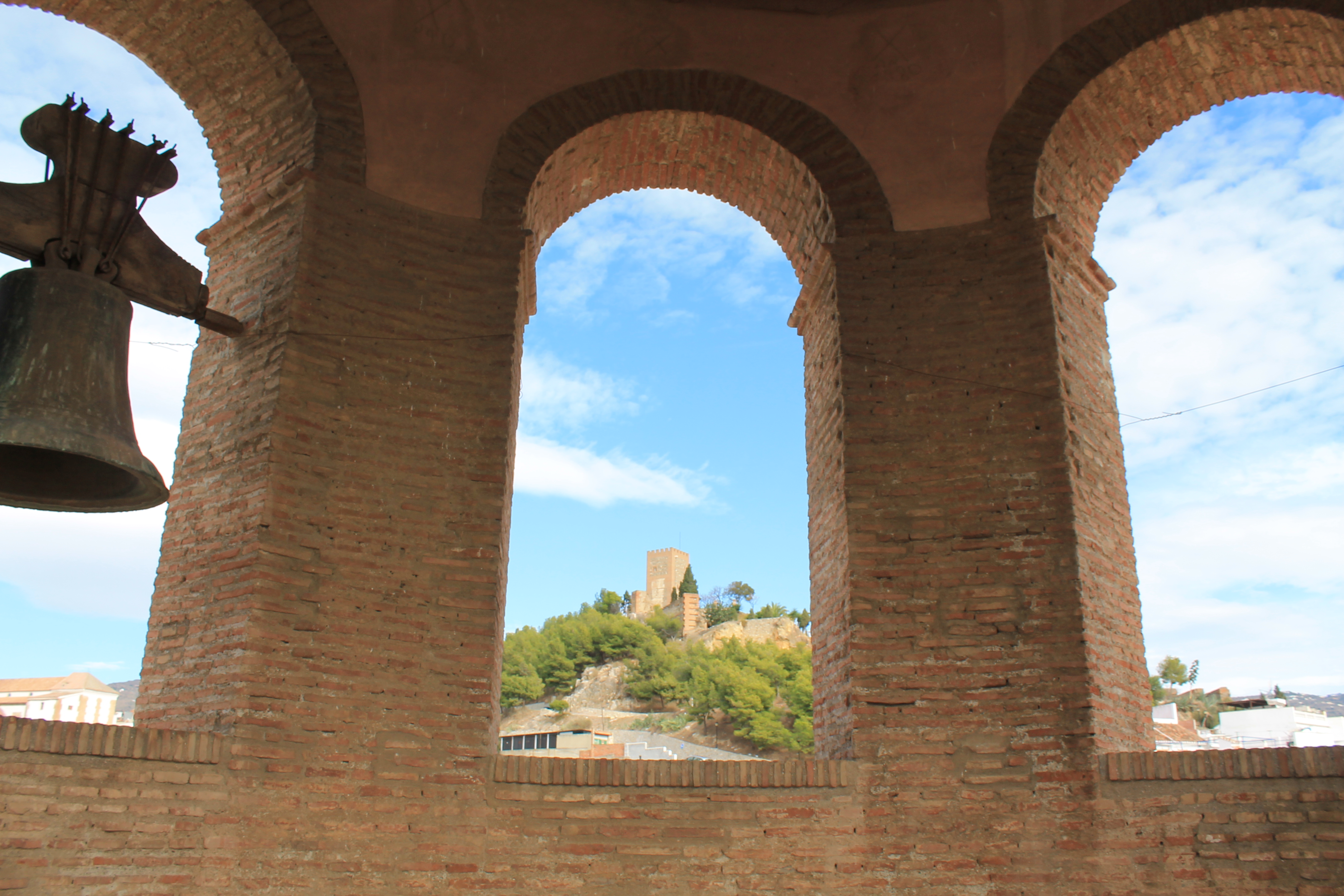
Campanario de la iglesia de San Juan Bautista

| Escudo | Municipio    | Habitantes (INE 2024) | Área en km² | Densidad |
| ------ | ------------ | --------------------- | ----------- | -------- |
|        | Vélez-Málaga | 85 990                | 157,8       | 544'9    |
|        | Algarrobo    | 6909                  | 9,73        | 710'1    |
|        | Benamocarra  | 3115                  | 5,73        | 543'6    |
|        | La Viñuela   | 2059                  | 27,2        | 75,7     |
|        | Benamargosa  | 1552                  | 12,11       | 128,2    |
|        | Arenas       | 1259                  | 26,29       | 47'9     |
|        | Iznate       | 947                   | 7,46        | 126'9    |
|        | TOTAL        | 101 831               | 246,32      | 413'4    |

## Economía

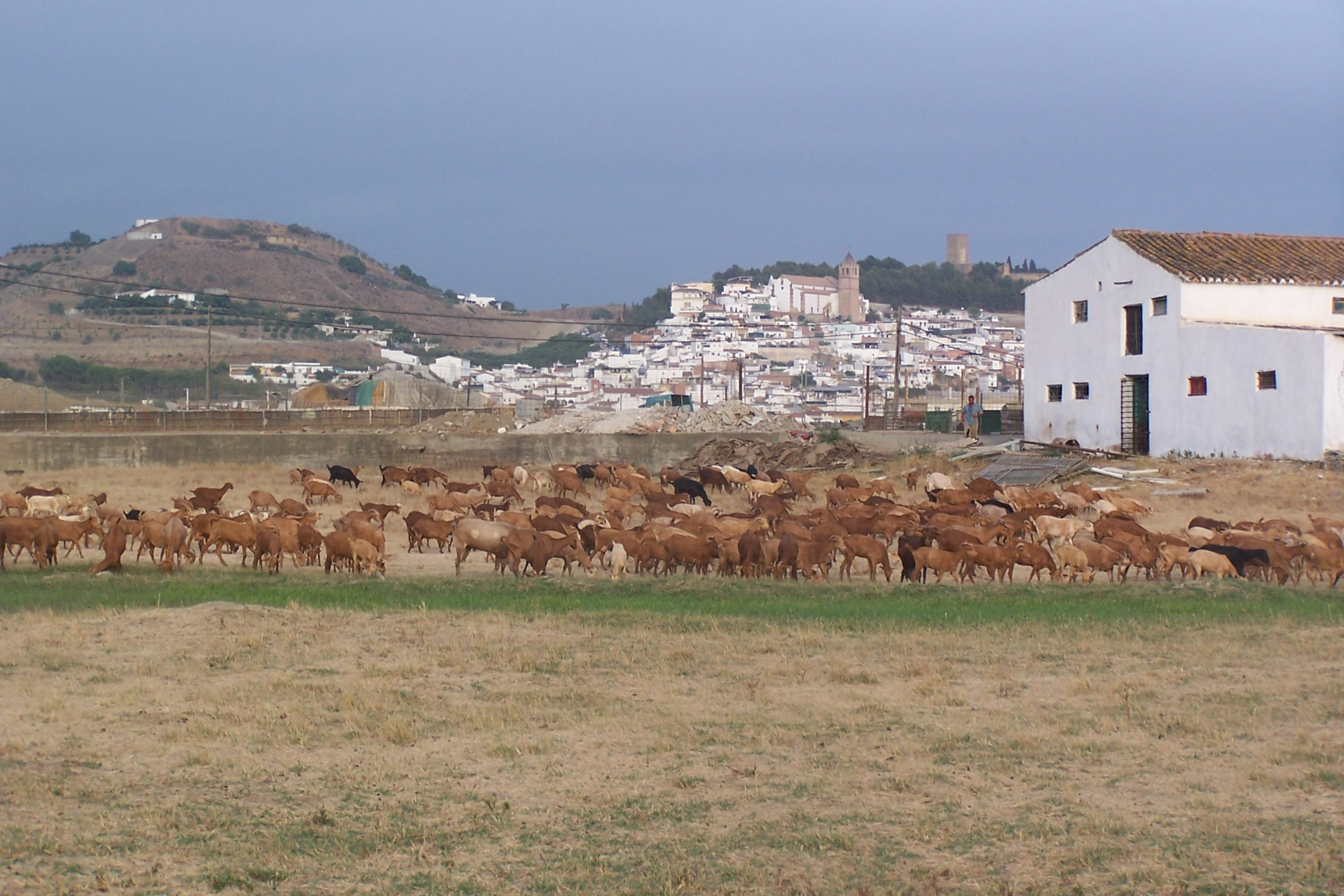
Rebaño de cabras

El nivel de renta familiar de Vélez-Málaga es de 7300 a 8225 euros anuales, cifra inferior al nivel medio de renta provincial. La estructura económica del municipio está dominada por el sector terciario, debido al desarrollo de actividades turísticas, siendo los sectores más importantes el comercio y la hostelería, seguidos de cerca por la construcción y el sector inmobiliario.

### Sector primario
La agricultura ha disminuido su peso en la economía municipal por el ascenso de los sectores antes mencionados. No obstante, Vélez-Málaga es una de las zonas de mayor producción de fruta subtropical en España, especialmente de aguacate y de mango, que se exporta a más de 30 países. También se cultivan abundantemente los tubérculos y las hortalizas, así como el níspero, la chirimoya, la vid, el almendro y los cítricos.
En lo que respecta al régimen de tenencia de la tierra, en el conjunto de los municipios costeros de La Axarquía, el 94,92 % del terreno agrícola está explotado en régimen de propiedad, es decir, son los propietarios de las tierras los que dirigen la inmensa mayoría de las explotaciones agrarias. También cabe señalar que el 86,86 % de las explotaciones agrarias tienen una superficie menor de 5 ha, por lo que la agricultura presenta un acusado minifundismo.

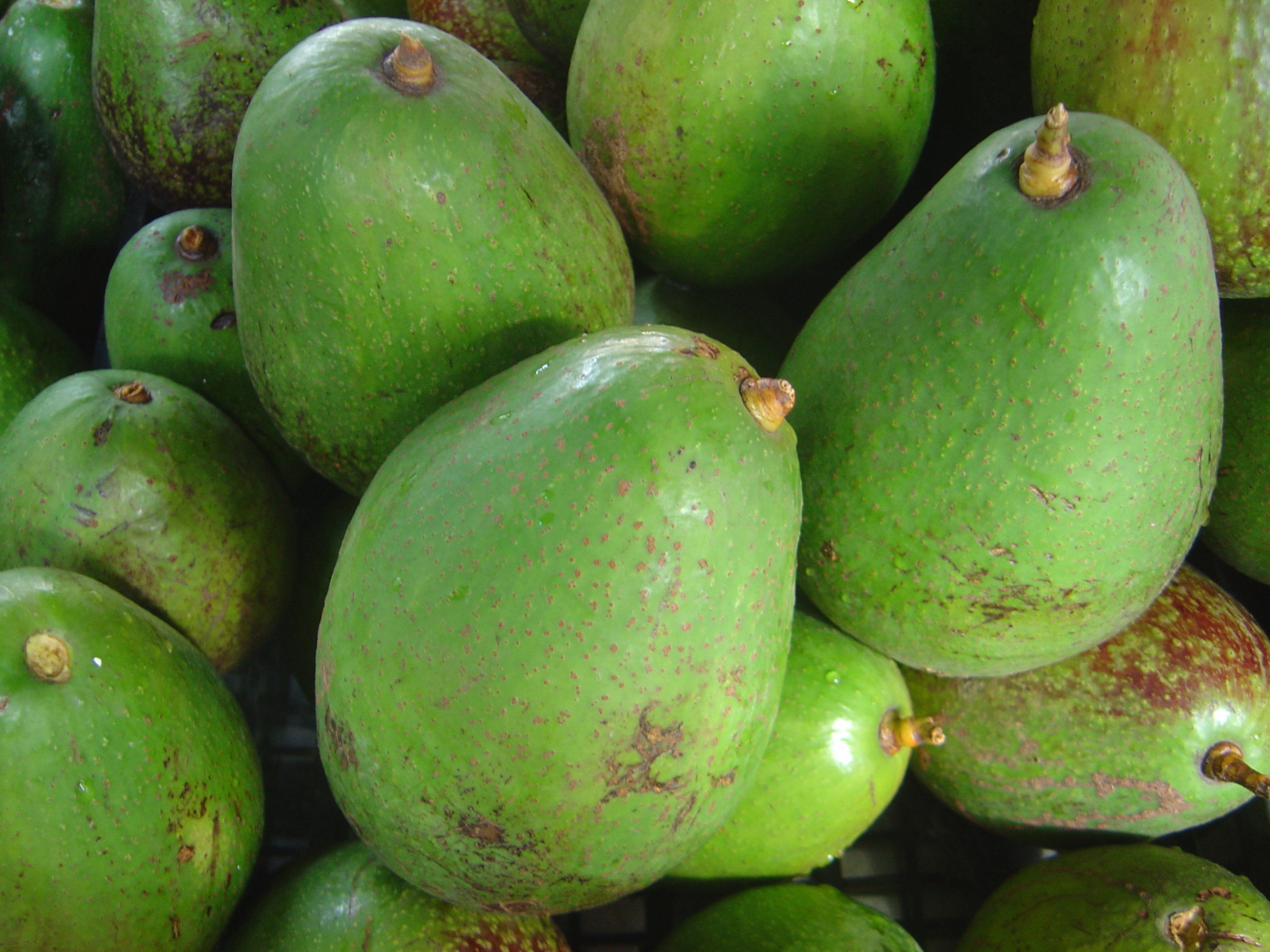
Vélez-Málaga es el primer productor de aguacate de España

La ganadería es una actividad marginal en toda la comarca. En Vélez-Málaga en 1999 se contabilizaron 17 550 aves, principalmente gallinas ponedoras. Las cabañas de ovino y caprino se explotan de manera extensiva, en rebaños que pastan en terrenos baldíos. La cabaña de porcino suma 1116 cabezas en el municipio, mientras que la ganadería bovina se reduce a unas pocas explotaciones.
La pesca es una actividad relevante en la economía local, siendo su puerto el lugar de amarre de una de las mayores flotas pesqueras del litoral mediterráneo andaluz. El número de barcos pesqueros con base en el puerto se elevaba en 2005 a 88, de los que 30 eran arrastreros, 16 dedicados a la pesca de cerco y 42 de artes menores, es decir, marisqueros, trasmallo y palangre.
El número de personas dedicadas directamente a la actividad pesquera suma alrededor de 470 entre propietarios de barcos y trabajadores por cuenta ajena. Según datos de la propia cofradía de pescadores del puerto de Caleta de Vélez, en 2004 el peso total de la pesca desembarcada ascendió a 3 014 398,86 kg, cuyo valor en la lonja alcanzó los 6 249 601,3 €. De entre una gran variedad de especies, las más capturadas fueron: la caballa, la sardina, la bacaladilla, el boquerón y el pulpo. La comercialización de la práctica totalidad de la producción se realiza en la lonja del puerto mediante el sistema de subasta.

### Sector secundario

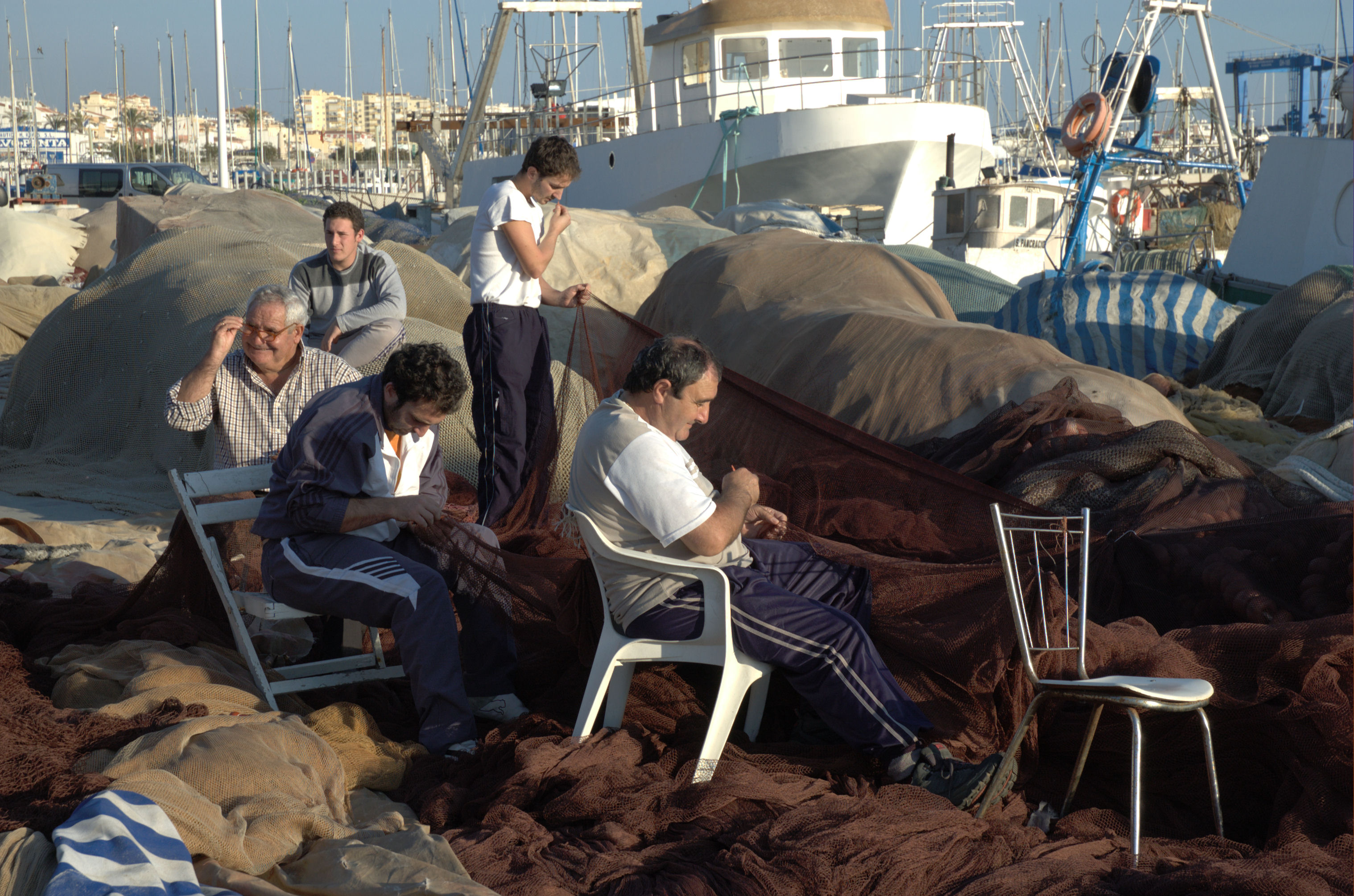
Pescadores en el puerto de Caleta de Vélez

Tradicionalmente, la industria estuvo constituida por pequeñas industrias alimentarias como molinos harineros y almazaras, con la excepción de la azucarera de Torre del Mar, de tamaño considerable. Datos de 2001 reflejan la escasa importancia de la actividad manufacturera en el municipio, con sólo 1503 trabajadores industriales.
Por el contrario, la construcción, muy relacionada con el auge del turismo, concentraba en ese mismo año 3435 trabajadores. Las empresas agroalimentarias continúan siendo las más numerosas seguidas por las de extracción de minerales, las carpinterías de metales y madera, las empresas de vidrio y las fábricas de muebles.
En cuanto al tamaño, la estructura es mini empresarial, predominando las empresas pequeñas con pocos trabajadores. Cabe señalar la producción artesanal de ladrillos rústicos que se fabrican a mano.

### Sector terciario
El desarrollo turístico ha propiciado una importante terciarización de la economía, que se refleja claramente en el aumento continuado del porcentaje de la población activa ocupada en este sector. Una gran parte de la demanda corresponde al turismo de sol y playa, lo que resulta en una afluencia masiva de visitantes durante la época estival. La oferta de alojamientos hoteleros se concentra en la zona de Torre del Mar. Por su parte, el comercio es un sector de importancia vital, ocupando a 4196 trabajadores en 2001.

### Evolución de la deuda viva municipal
El concepto de deuda viva contempla sólo las deudas con cajas y bancos relativas a créditos financieros, valores de renta fija y préstamos o créditos transferidos a terceros, excluyéndose, por tanto, la deuda comercial.
| Gráfica de evolución de la deuda viva del Ayuntamiento entre 2008 y 2023                               |
| |
| Deuda viva del Ayuntamiento de Vélez-Málaga, en miles de euros, según datos del Ministerio de Hacienda |

## Transportes y comunicaciones

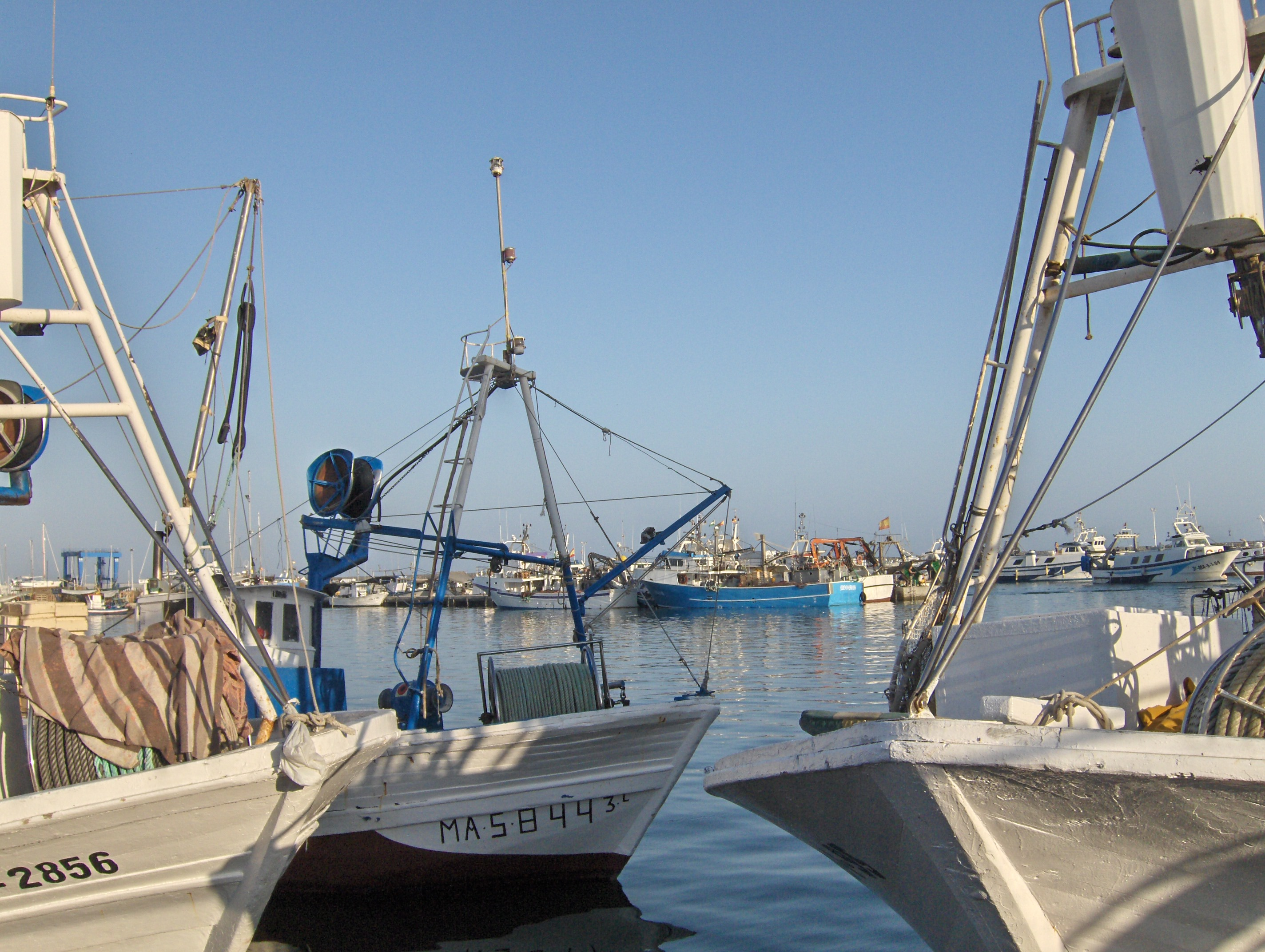
Puerto de Caleta de Vélez

### Transporte aéreo y marítimo
Vélez-Málaga tiene un aeródromo, el Aeródromo Leoni Benabú, más conocido como Aeropuerto de La Axarquía. Está situado en la localidad de Trapiche, a unos tres kilómetros al norte del centro urbano. Es la sede del Real Aeroclub de Málaga y en él tienen su base unas 70 avionetas.
Es de uso deportivo y cuenta con una escuela de pilotos. No obstante, está en estudio su ampliación y uso para transporte de mercancías, ligado al parque agroalimentario que se instalará en las proximidades.
Por otra parte, el puerto de Caleta de Vélez es el único puerto de la Costa del Sol Oriental. Es de uso deportivo y pesquero y está situado en la localidad de Caleta de Vélez. Dispone de 236 puestos de amarre.

### Red viaria
Vélez-Málaga está comunicada con las localidades vecinas costeras a través de la autovía del Mediterráneo, también llamada A-7, que conecta el municipio con Málaga y su aeropuerto, por un lado, y con Motril, por el otro. El mismo recorrido, pero más cercano a la costa, lo realiza la N-340, que hasta la construcción de la autovía fue la principal vía de comunicación en todo el litoral de La Axarquía.
La A-356 o carretera del Arco, es la mayor vía de comunicación hacia el interior. Parte de Torre del Mar en dirección norte, pasando junto a los núcleos de Vélez y Trapiche hasta el embalse de La Viñuela, donde se bifurca en dos vías, una en dirección oeste, que sigue siendo la A-356 hacia el corredor de Periana, dirigiéndose hacia Riogordo, Colmenar, Casabermeja, etc. y otra la A-402 que se dirige hacia el norte, siendo la histórica vía de comunicación entre La Axarquía y la provincia de Granada a través del Boquete de Zafarraya.
Otras vías de menor capacidad enlazan el municipio con distintos puntos de la comarca. Así, la MA-4111 parte de Vélez en dirección nordeste hacia Arenas, Corumbela y Árchez; la MA-3113 discurre desde Trapiche en dirección noroeste hacia Triana, Benamargosa y Riogordo; la MA-3116 enlaza Vélez con Benamocarra; la MA-3120 comunica Almayate con Los Puertas; y la MA-3203 enlaza Benajarafe con Cajiz, a partir de donde continua hacia Benaque y Macharaviaya a través de la MA-3118 y hacia Iznate y Benamargosa a través de la MA-3115.

### Autobuses urbanos e interurbanos
El servicio de autobuses urbanos de Vélez-Málaga está compuesto por cuatro líneas que realizan los recorridos Vélez-Málaga-Torre del Mar (L1), Vélez-Málaga-Almayate (L2), Vélez-Málaga-Caleta de Vélez (L3) y el servicio búho que opera exclusivamente los sábados por la noche entre Vélez y Torre del Mar. Operados por la empresa Travelsa, la frecuencia de cada línea varía, dependiendo de la hora y el día del servicio, aunque generalmente suelen tener una frecuencia de media hora.
Los autobuses interurbanos, por su parte, conectan el municipio con las ciudades de Málaga y Nerja. Vélez-Málaga no está integrado en el Consorcio de Transporte Metropolitano del Área de Málaga, aunque las siguientes líneas tienen paradas en su territorio:
| Línea | Trayecto                                      | Recorrido y horarios | Plano |
| ----- | --------------------------------------------- | -------------------- | ----- |
| M-260 | Málaga-Vélez-Málaga (por Torre de Benagalbón) | Recorrido y horarios | Plano |
| M-362 | Málaga-Nerja (por Torre de Benagalbón)        | Recorrido y horarios | Plano |
| M-363 | Málaga-Torrox (por Torre de Benagalbón)       | Recorrido y horarios | Plano |
| M-364 | Málaga-Periana (por Torre de Benagalbón)      | Recorrido y horarios | Plano |
| M-365 | Málaga-Riogordo (por Torre de Benagalbón)     | Recorrido y horarios | Plano |

### Tranvía

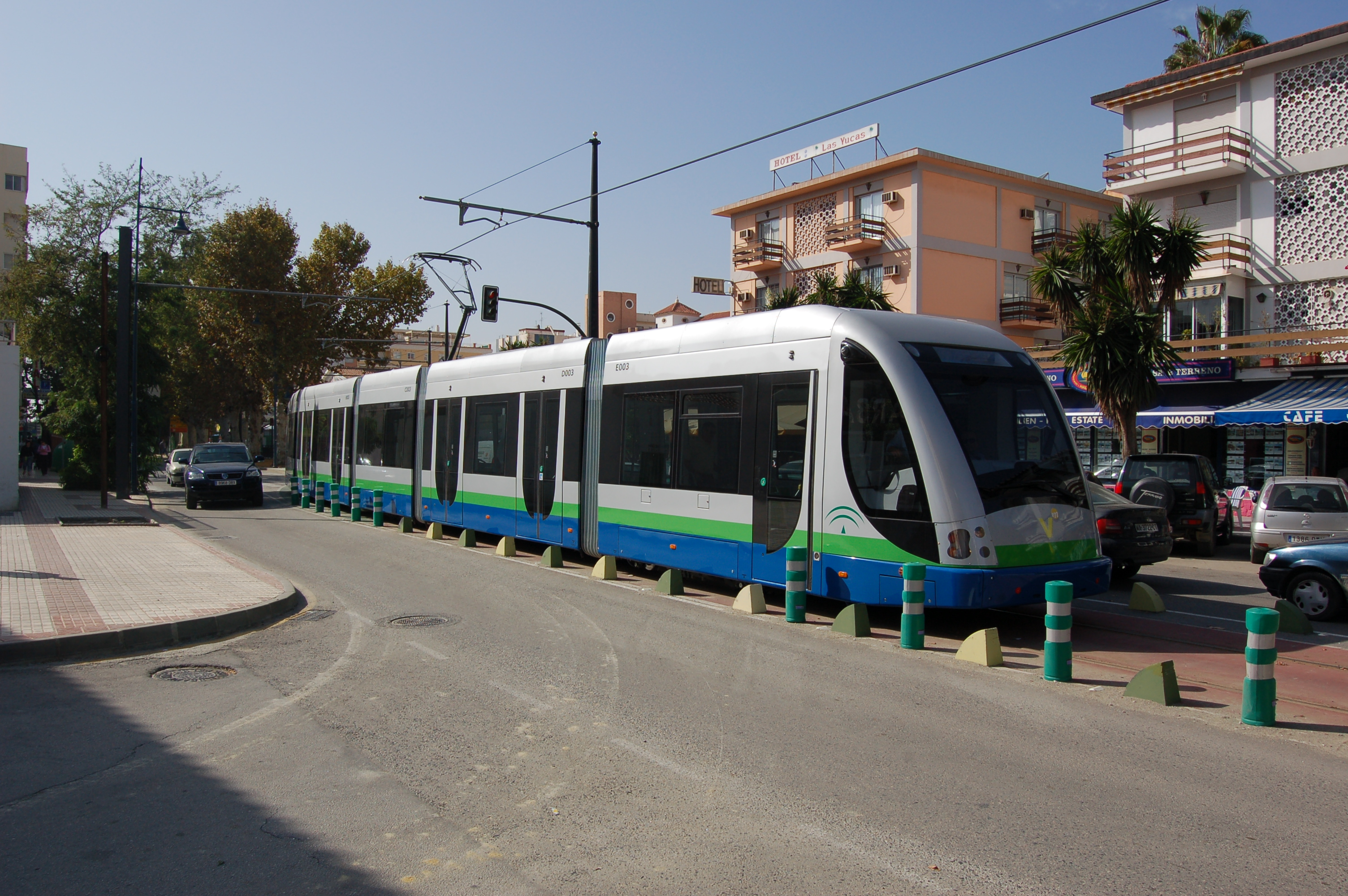
Tranvía de Vélez-Málaga

A los autobuses urbanos se sumó en 2006 el tranvía, que fue el primer tranvía en reintroducirse en Andalucía. Comunicaban Torre del Mar con Vélez a través de un recorrido de 6,1 km que pasaba junto al hospital comarcal de La Axarquía, el parque acuático Aquavelis y el centro comercial El Ingenio. Operaba entre las 07:00 h de la mañana y las 23:20 h de la noche.
Las unidades móviles contaban con una cabina a cada extremo, que los convertían en bidireccionales, y constaban de cinco cajas articuladas. Tenían una longitud de más de 31 m y podían alcanzar una velocidad de 70 km/h en la plataforma reservada. Su capacidad era de seis viajeros por metro cuadrado: 54 personas sentadas y 226 de pie.
El 3 de junio del año 2012 el tranvía dejó de funcionar por considerar el gobierno municipal del PP que no era rentable.

## Monumentos y lugares de interés

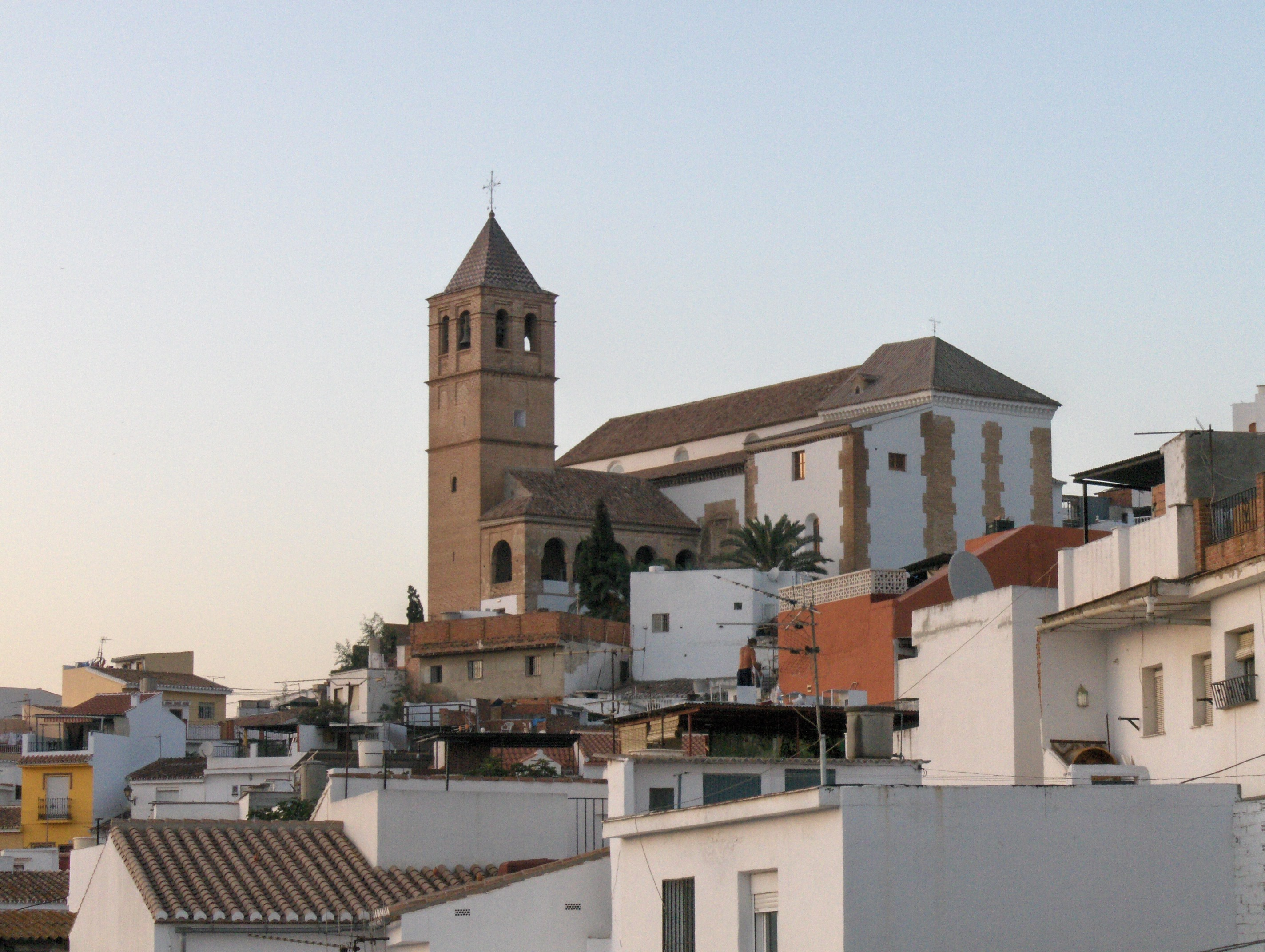
Santa María la Mayor

### Centro histórico
El centro histórico de Vélez-Málaga está declarado conjunto histórico-artístico. Está compuesto por dos cerros enfrentados: el de la fortaleza de Vélez-Málaga, donde destacan los restos de la torre del Homenaje y la iglesia de Santa María la Mayor, y el cerro de San Cristóbal, coronado por la ermita de los Remedios, desde donde se desparrama una arquitectura menuda, de formas cúbicas en tonos blancos que se adaptan al terreno, conformada por los barrios de La Villa y del Arrabal de San Sebastián.
Extramuros, en lo que se corresponde con el desarrollo a partir del siglo XVI, se presenta una arquitectura mudéjar y barroca, con palacios y ejemplos residenciales característicos, así como una serie de iglesias y conventos en torno a los cuales se fue conformando la trama urbana, dando lugar a calles pintorescas y con singulares perspectivas urbanas sobre los propios monumentos que la configuran.

### Arquitectura religiosa
La iglesia de Santa María la Mayor, de estilo gótico-mudéjar, se construyó sobre la antigua mezquita mayor árabe, como muestra el alminar convertido en torre campanario. En la actualidad es la sede del Museo de la Semana Santa de la ciudad. La otra gran iglesia de Vélez es la iglesia de San Juan Bautista, que ocupó otra de las mezquitas existentes. Fue construida en 1487, aunque fue modificada en el siglo XIX. La sacristía se debe a Martín de Aldehuela. La torre y las cubiertas son mudéjar, mientras que la portada se encuadra en el neoclásico.

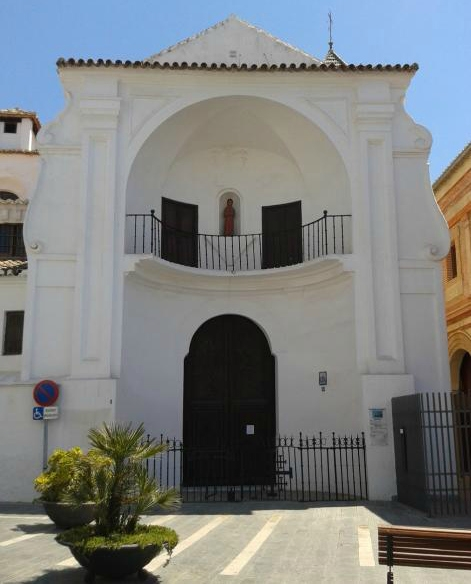
Iglesia de Santiago, del Real Convento de San Francisco

### Real Convento de San Francisco de Vélez-Málaga
Los orígenes de este convento se remontan al año 1487, cuando la ciudad de Vélez-Málaga es conquistada por los Reyes Católicos. Un monje franciscano se instala en una antigua mezquita del arrabal para convertirla en iglesia bajo la advocación del Apóstol Santiago.
En 1498, por medio de Cédula Real firmada el 15 de diciembre en la localidad de Ocaña, los Reyes Católicos mandaron edificar el convento junto a la iglesia.
De aquella antigua mezquita se ha conservado su alminar de época almohade, reconvertido en campanario, que está profusamente decorado por singulares paños de sebka.
El convento llegó a contar con dos claustros, de los cuales uno de ellos se derribó con la desamortización de Mendizábal en 1850, donde hoy se levanta el mercado minorista de la ciudad. El patio que se conserva, es del siglo XVI y de estilo mudéjar, presenta arcos enmarcados en alfiz sobre pilares octogonales y en el cuerpo superior se desarrollan arcos rebajados sobre columnas toscanas.
Cabe destacar que en este convento se instauró la devoción popular franciscana a la Santa Vera Cruz, junto a su fundación en su capilla bajo el coro, hermandad que ha llegado hasta nuestros días a través de la antigua archicofradía de la Santa Vera Cruz, Nuestro Padre Jesús Nazareno el Pobre y María Santísima de la Esperanza, siendo esta hermandad la más antigua de la que se tienen referencias históricas en la ciudad, obtenidas de la Custodia Franciscana de Sevilla, de la Provincia de Castilla, la cual existió hasta 1499 cuando se creó la Provincia Franciscana de Andalucía.
Por ello la imagen de Jesús Nazareno el Pobre (1950), de su autor Domingo Sánchez Mesa, y que imparte la bendición anual desde el año 1960, sea de las más veneradas en la ciudad, ostentando el sobrenombre popular de El Señor de Vélez y teniendo el reconocimiento del Exmo. Ayuntamiento de Vélez-Málaga la medalla de oro de la Ciudad, siendo la primera imagen de Semana Santa y Gloria del municipio en obtenerla.

La iglesia original queda enmascarada por las reformas de época barroca del año 1720, que ocultan su artesonado mudéjar. Está compuesta por una nave central con capillas adosadas, con una cúpula totalmente cubierta de yeserías. Se debe destacar la capilla del Buen Pastor, pequeño templo dentro de la iglesia, con nave, coro alto, presbiterio, cúpula, etc., de una intensa y profunda decoración de vegetales, hojas, guirnaldas y frutos muy barrocos. 

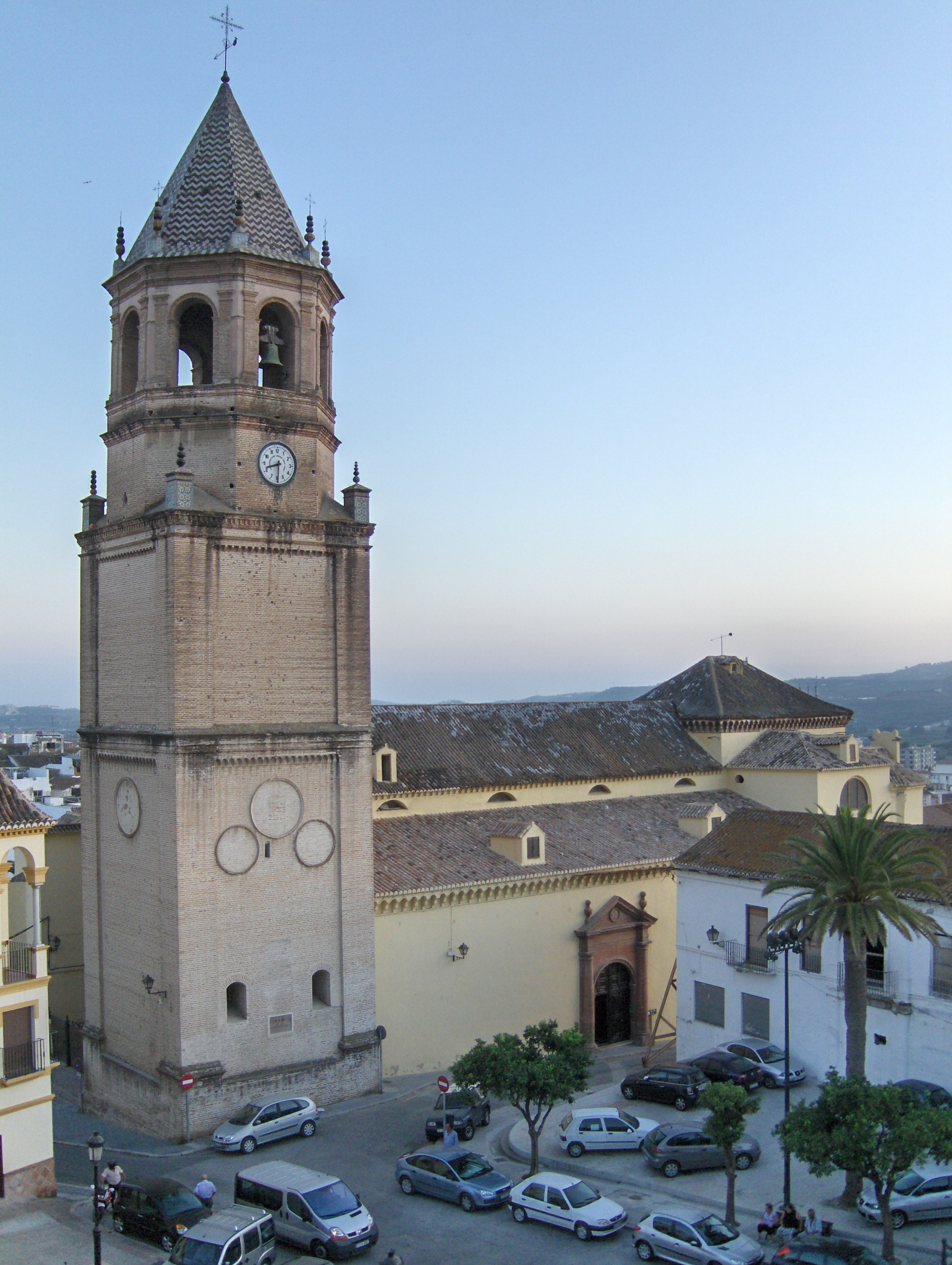
Iglesia de San Juan Bautista

Son notables el convento de las Claras (siglo XVII), de estilo barroco tardío y de ornamentación rococó; el convento de las Carmelitas (1699), de estilo barroco y portada manierista; el desaparecido convento del Carmen del que solo se conserva la iglesia convertida en teatro municipal; y las ermitas de San Cristóbal o de los Remedios (siglo XVII), la de Nuestra Señora de la Cabeza, situada junto al cementerio, y la de San Sebastián (1487), que se encuentra en ruinas.
Igualmente, es reseñable en la zona nueva de expansión de la ciudad, conocida popularmente como El Barrio, la iglesia de San José que se construyó en el año 2007 y que vino a sustituir a una pequeña capilla que fue erigida canónicamente en 1971 en calle Linares.
Cabe destacar las cruces votivas de la ciudad, en un principio fueron cuatro, pero solo se conservan dos: la Cruz del Cordero y la Cruz de San Sebastián, construidas tras la conquista castellana en cada una de las puertas de la ciudad.

### Camarín de la Virgen de la Piedad Vélez-Málaga
Otro edificio destacable es el camarín de la Virgen de la Piedad, del siglo XVII, situado en la calle de las Tiendas. En la ciudad eran típicos estos signos de devoción.
Es un monumento que constituye una casa de hermandad de la archicofradía Rico y Piedad. Se sitúa en una plaza entre dos calles: la calle de las Tiendas y la calle Salvador Rueda. Se levantó en el siglo XVII y fue reformado en 1778. Es un edificio de dos plantas, en su fachada principal se presenta un arco, que sirve de ventana y expositor, y contiene una rica decoración: espejos, molduras y pinturas.
El camarín alberga las imágenes de Nuestro Padre Jesús Nazareno el Rico y María Santísima de la Piedad, conocida en este municipio como Novia de Vélez. Es del tipo capilla-callejera, la gente puede ver a sus imágenes durante todo el año. Por su decoración, consideran que tiene semejanzas con el camarín de Santa María de la Victoria (patrona de Málaga).
La capilla pública está ligada al Real Monasterio de Nuestra Señora de Gracia de la ciudad, puesto que los talladores, doradores y maestros de yesería que realizaron las obras de decoración del camarín fueron los mismos que remodelan la iglesia de las Madres Clarisas.
Otro de los detalles a destacar, fue cuando el 16 de noviembre de 1708 Vélez-Málaga concede licencia para que construya un camarín dado a la calle.
El autor de la imagen de Nuestro Padre Jesús el Rico es Juan Ventura (1985). La imagen lleva en la procesión la llave del Sagrario del convento de las Carmelitas. Actualmente, nuestro Señor desfila junto a cuatro faroles en sus esquinas y una pareja de ángeles sostiene la base de cada uno de los faroles. Destaca una solemne cruz que carga el Nazareno.
Actualmente, este trono espera su dorado total.
El autor de la imagen de María Santísima de la Piedad es José Navas-Parejo (1950), restaurada por Luis Álvarez Duarte (1975). La Virgen lleva en su mano derecha una rosa.
Esta información está complementada con el siguiente enlace:
Se conserva otro en la Puerta Real de la Villa, en honor a la Virgen de los Desamparados, llamada así por ser el lugar donde se produjeron durante la invasión francesa varios fusilamientos de veleños. Asimismo, se conserva un pequeño mihrab de origen árabe en una casa particular en el barrio de la Gloria, así como restos de unos antiguos baños árabes en la misma zona.
Una de las pocas estupas de España se encuentra en el núcleo de Triana: la estupa de Kalachakra. Es una construcción contemporánea de 13 m de altura, pero de un tipo de estupa poco usual. Pertenece al centro Karma Guen, dedicado a los grandes lamas del linaje Kagyu en Europa.
Por último, cabe señalar el complejo eremita de Almayate, un asentamiento de una comunidad religiosa donde se encuentran varias estancias rupestres excavadas en la roca de la que fue una antigua iglesia mozárabe de los siglos VIII y IX, además de otros trabajos en piedra. Se estima que el asentamiento comenzó a raíz de las primeras persecuciones de paganos en Andalucía.

### Arquitectura civil

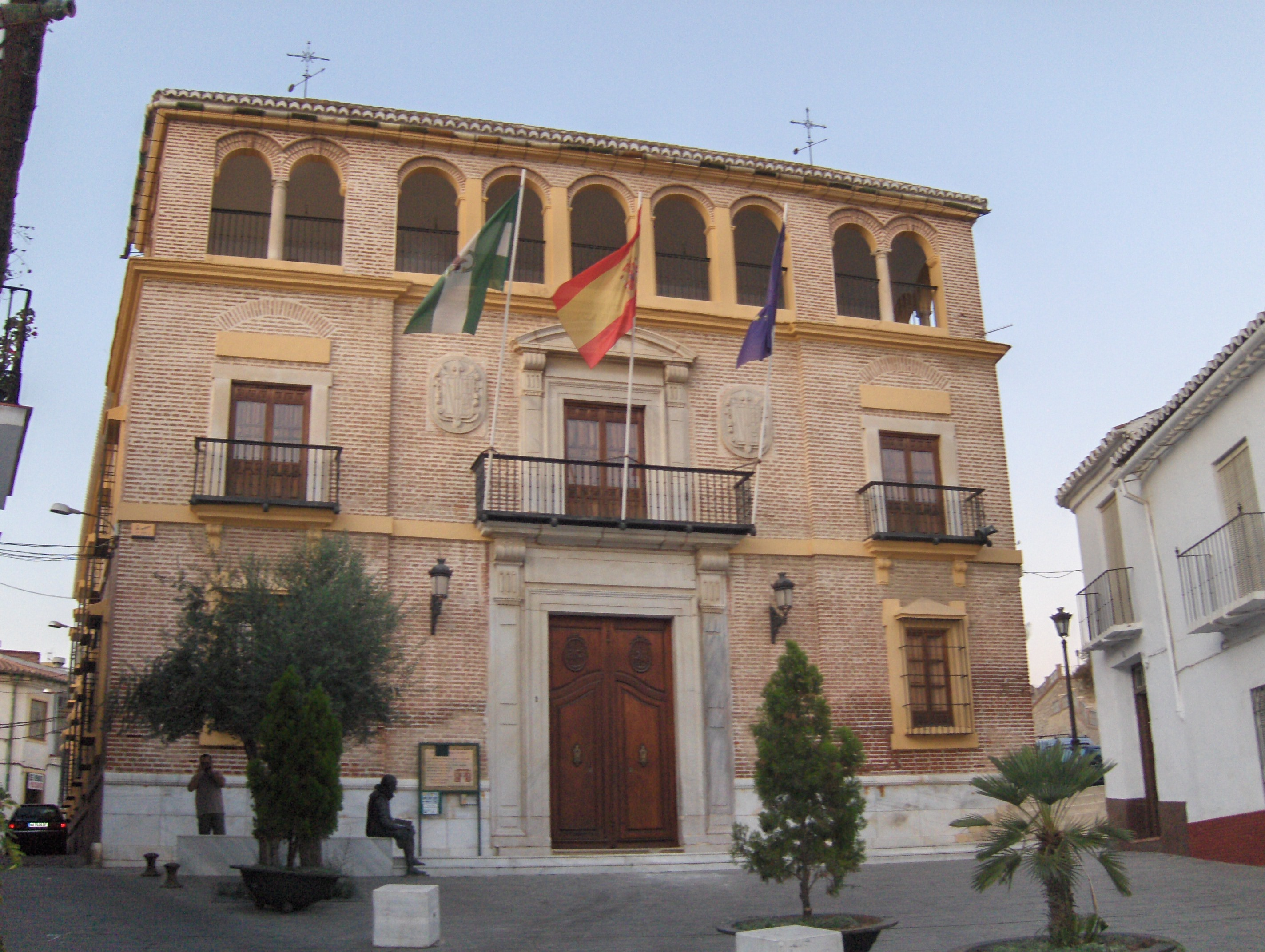
Palacio de Beniel

- Palacio de Beniel: construido entre 1610 y 1616, constituye uno de los mejores ejemplos de la arquitectura civil del siglo XVII en la ciudad. Su diseño se debe a Miguel Delgado, maestro mayor de la catedral de Málaga. En la actualidad, el inmueble es la sede de la fundación María Zambrano y de la Universidad Internacional de la Axarquía.[50]
- Casa Larios: actual sede de la tenencia de alcaldía de Torre de Mar. Se trata de las oficinas y la vivienda del ingeniero de la fábrica de azúcar. Fue construida en 1888.[51]
- Casa Cervantes: así llamada porque Miguel de Cervantes se alojó en ella cuando visitó la ciudad, aunque este hecho no está confirmado. La fachada presenta grandes balcones de forja y la portada, elementos góticos. Destaca su patio interior con galería de arcos de medio punto y columnas de ladrillo.[52]
- Antiguo Hospital de San Juan de Dios: fue utilizado hasta fecha reciente como residencia de la tercera edad una vez que dejó de tener uso sanitario. Fue construido en 1680.[53]
- Villa Mercedes: es una vivienda señorial de finales del siglo XIX, de estilo regionalista y neomudéjar, situada en el paseo Larios de Torre del Mar.[54]
- Antiguo Pósito: data del siglo XVIII y consta de dos pisos, uno para granero, y el de abajo para lonja. La fachada se encuentra dividida por semicolumnas adosadas, y contiene un balcón en el centro flanqueado por medallones.[46]
- Club Náutico de Torre del Mar: edificio del movimiento moderno inscrito Bien de Interés Cultural en 2006. Fue diseñado por el arquitecto Francisco Estrada Romero en 1967. La planta se organiza a partir de tres círculos. En la fachada al mar priman las formas curvas y el blanco de sus terrazas. En contraste la fachada que da a tierra es mucho más cerrada e incorpora el color oscuro del ladrillo visto.[55]
- Fuentes: destacan dos: la fuente de Fernando VI, de mármol blanco y estilo renacentista, situada en la plaza de la Constitución. Recibe su nombre por haber sido trasladada durante el reinado de este rey, aunque data del reinado de Felipe II, según se muestra en un escudo de la fuente.[56] La otra, es la fuente de la plaza de las Glorias, que data del siglo XVI y presenta un estanque circular y un astil bulboso.[46]
- Antigua estación de tren: es un ejemplo de la arquitectura funcional de principios del siglo XX, construida con la llegada de los Ferrocarriles Suburbanos de Málaga al municipio. Responde a la estética regionalista y neomudéjar del gusto de la época. También han sobrevivido otros apeaderos menores en diferente estado de conservación.[46]

### Arquitectura militar

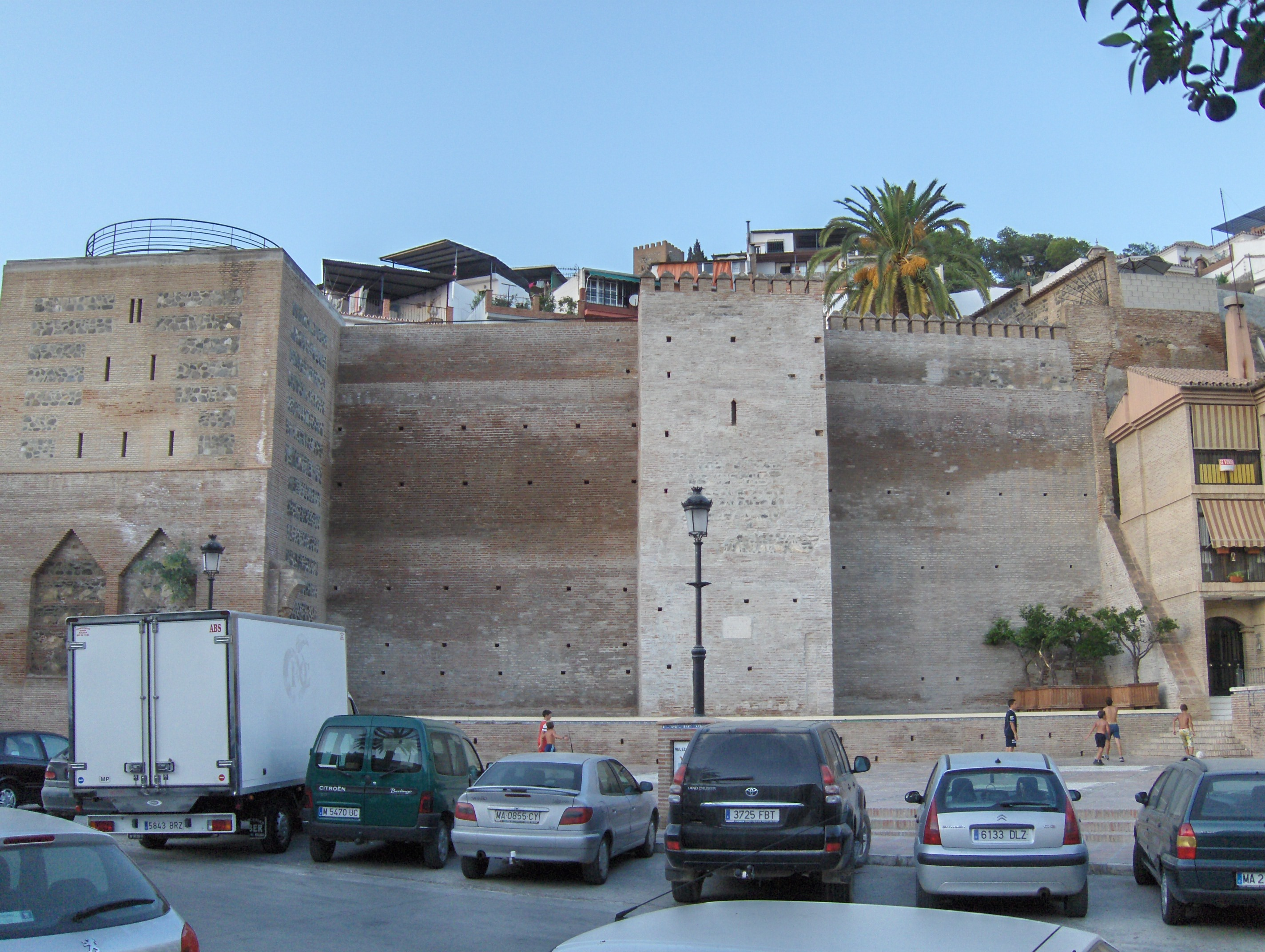
Paño de la muralla en la plaza de la Constitución

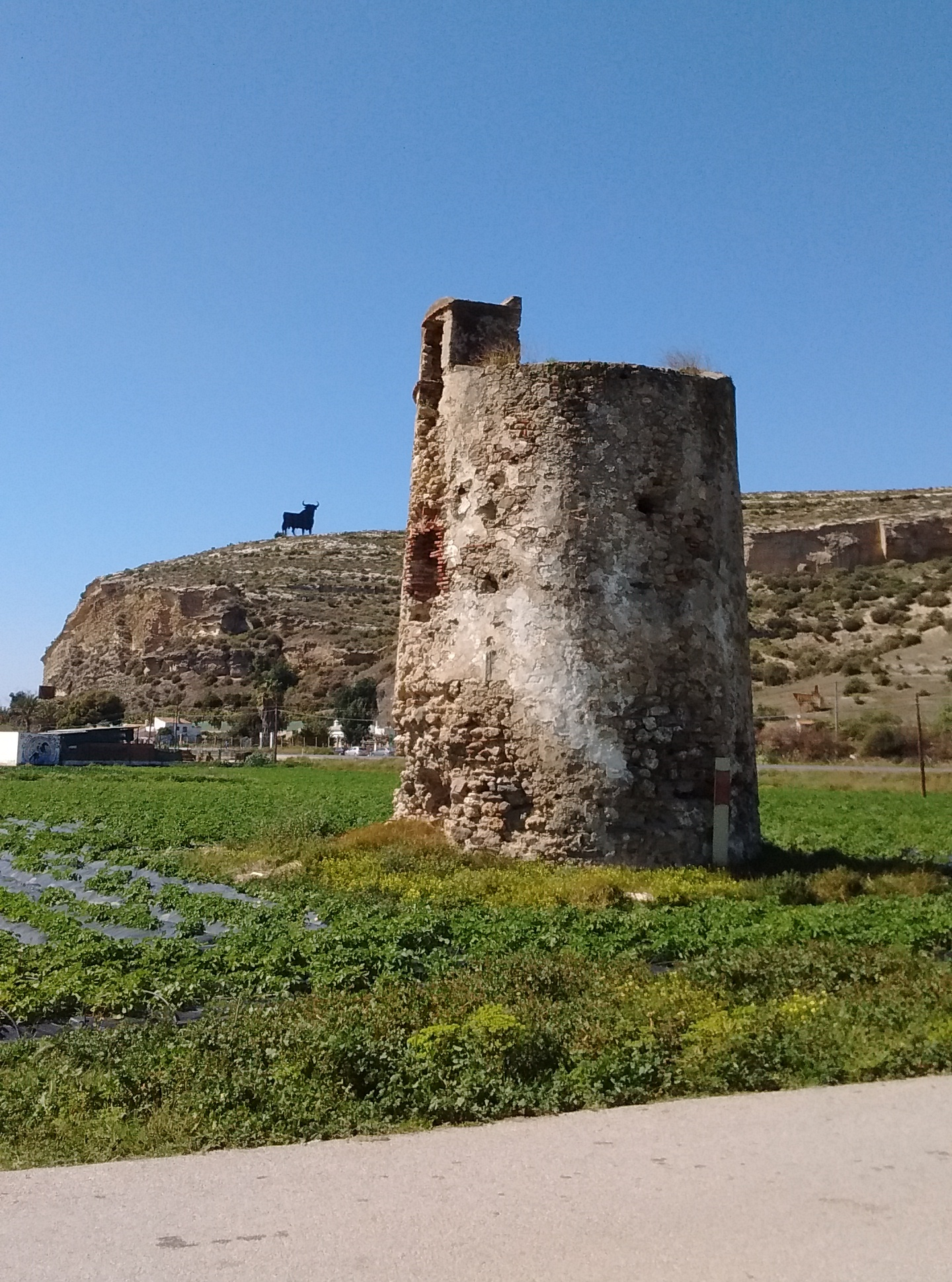
Torre de Manganeta

- Fortaleza de Vélez-Málaga: también llamada castillo; corona un cerro que domina toda la parte antigua de la población. Junto con la llamada puerta de Antequera fue casi totalmente destruida durante la invasión francesa y sus restos utilizados como cantera. Se ha recuperado la torre del homenaje y mejorado su entorno. Ha sido utilizada como casa real, capitanía general, cárcel y cabildo.[57]
- Murallas de Vélez Málaga: del antiguo conjunto amurallado se conservan algunos tramos y dos de las cuatro puertas originales: la puerta Real y la puerta de Antequera.[46]
- Castillo de Torre del Mar: solo se conservan algunos tramos de la muralla en viviendas adosadas al castillo en los siglos XIX y XX.[46]
- Casa Fuerte del Marqués: también llamado castillo del Marqués. Está situada en Valle-Niza y fue construida en el siglo XVIII con finalidad defensiva. Se compone de un baluarte semicircular unido a un hornabeque. El interior se distribuye alrededor de un patio de armas rectangular. Antiguamente estaba rodeado por un foso. En la actualidad alberga una escuela de hostelería.[58]
- Torres vigías: de lo que fue el antiguo cordón defensivo del litoral se mantienen en pie varias torres: la torre Gorda, en Benajarafe, la torre de Chilches, la torre de Lagos, la torre Derecha de Mezquitilla y las torres Manganeta y del Jaral, ambas en Almayate.[59]

### Yacimientos arqueológicos
La desembocadura del río Vélez ha sufrido a lo largo de la historia importantes episodios de colmatación que ha ido transformando y avanzando la línea de costa. Es por ello que muchos de los yacimientos de la zona, y que eran en su origen de carácter costero, se encuentran hoy día localizados al interior, tanto más cuanto de cronología, más tardía se trata. Estudios geológicos y arqueológicos llevados a cabo en la zona detectan la presencia de una amplia ensenada que dominaba, en época fenicia y romana principalmente, la desembocadura del río. Sin embargo, la profunda transformación que presenta hoy día debido a la sedimentación ha enterrado gran parte del fondeadero que en la antigüedad fue tan transitado.
En sus proximidades se ubican asentamientos de cronología muy variada: púnicos, fenicios, romanos y medievales, como los Toscanos, el cerro del Mar, el cerro del Peñón, el cerro de Alarcón, la necrópolis de Jardín y torres vigías como las de Manganeto, río Vélez o Torre del Mar. En estos yacimientos existen pruebas arqueológicas sobre la explotación de la metalurgia del hierro, constatada por la existencia de toberas y escorias. También se ha podido documentar gran abundancia de productos marinos, restos de pescado y moluscos, importantes en la base alimenticia de la población, así como numerosas muestras cerámicas chipriotas, etruscas y griegas.

### Playas

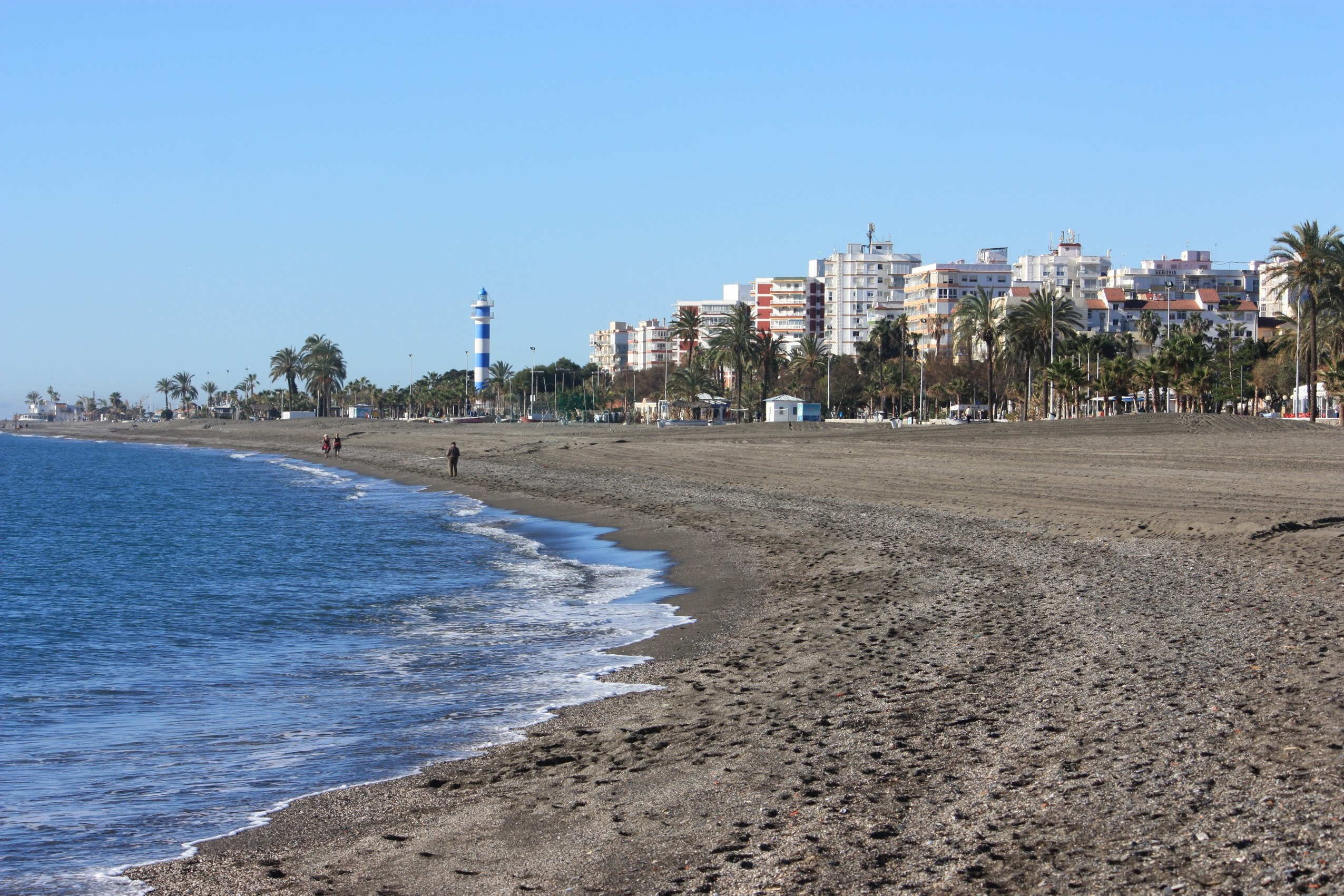
Playa de Torre del Mar

El término municipal de Vélez-Málaga abarca 25 km de costa, en los que se distinguen un total de nueve playas de distinta naturaleza. La playa de Chilches, es la más occidental del municipio. Se encuentra en el núcleo de población homónimo. Es una playa de arena oscura, oleaje moderado y carácter semiurbano. Continuando en dirección este, se encuentra la playa de Benajarafe, de características similares a la anterior, y a continuación, la playa de Valle Niza, playa aislada y poco frecuentada.
Siguiendo siempre hacia el este, se encuentran las playas de Bajamar y Almayate. Son estas también playas aisladas y con un nivel bajo de ocupación, a las que suelen acudir nudistas. Ya en la zona urbanizada, se encuentra la playa de Torre del Mar, extensa playa de ambiente familiar y muy visitada, dada su cercanía al núcleo urbano, donde se concentra buena parte de la oferta de alojamiento del municipio, y que durante 2010, disfrutó de la Q de Calidad Turística. A esta le siguen las playas de las Arenas y de Caleta de Vélez, separadas por el puerto de Caleta de Vélez. Ambas son accesibles desde el paseo marítimo y bastante concurridas. Finalmente, en el litoral del enclave de Lagos, se encuentra la playa de Lagos o del Pijil, que en realidad es una estrecha franja de grava con pocos servicios playeros.
La playa de Mezquitilla se va a regenerar a partir de una innovadora planta de tratamiento de escombros, a través de un proyecto impulsado por la Concejalía de Empresa y Empleo y el arquitecto municipal, Pablo Fernández. La iniciativa (dotada con cuatro millones de euros) ha ganado la convocatoria europea de innovación urbana, con el proyecto denominado Brick Beach y seleccionado entre 206 aspirantes de toda Europa.

## Administración y política

### Gobierno municipal

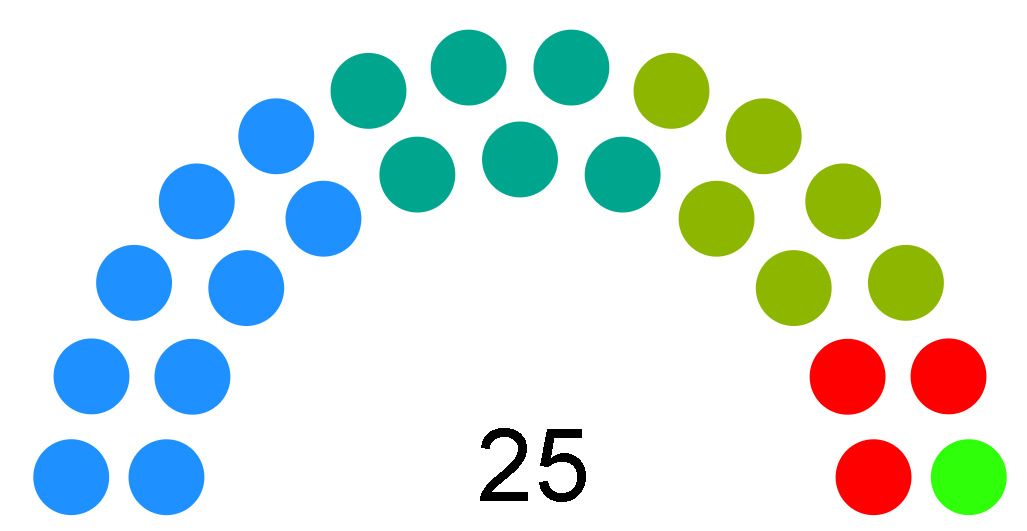
Composición del pleno municipal de Vélez-Málaga (2023-2027):
PP (9)
GIPMTM (6)
AxSí (6)
PSOE (3)
Vox (1)

La administración política de la ciudad se realiza a través de un ayuntamiento de gestión democrática cuyos componentes se eligen cada cuatro años por sufragio universal. El censo electoral está compuesto por todos los residentes empadronados en Vélez-Málaga mayores de 18 años y nacionales de España y de los restantes Estados miembros de la Unión Europea. Según lo dispuesto en la Ley del Régimen Electoral General, que establece el número de concejales elegibles en función de la población del municipio, la corporación municipal de Vélez-Málaga está formada por 25 concejales.
Desde las primeras elecciones municipales celebradas, tras la restauración de la democracia en España, el municipio de Vélez-Málaga ha estado gobernado por el Partido Socialista. A excepción de tres breves períodos, en los que estuvo al frente del consistorio el Partido Popular en dos ocasiones y el PAX (Progreso de la Axarquía) en otra.
| Periodo   | Nombre                      | Partido | Partido                                                 |
| --------- | --------------------------- | ------- | ------------------------------------------------------- |
| 1979-1987 | Juan Gámez Ruiz             |         | Partido Socialista Obrero Español de Andalucía (PSOE-A) |
| 1987-1991 | José Manuel Salcedo Pérez   |         | Partido Socialista Obrero Español de Andalucía (PSOE-A) |
| 1991-1992 | Juan Gámez Ruiz             |         | Progreso de la Axarquía (PAX)                           |
| 1992-1995 | José Manuel Salcedo Pérez   |         | Partido Socialista Obrero Español de Andalucía (PSOE-A) |
| 1995-1996 | Francisco Toboso Plaza      |         | Partido Popular de Andalucía (PP)                       |
| 1996-2007 | Antonio Souvirón Rodríguez  |         | Partido Socialista Obrero Español de Andalucía (PSOE-A) |
| 2007-2008 | Francisco Delgado Bonilla   |         | Partido Popular de Andalucía (PP)                       |
| 2008-2011 | María Salomé Arroyo Sánchez |         | Partido Socialista Obrero Español de Andalucía (PSOE-A) |
| 2011-2015 | Francisco Delgado Bonilla   |         | Partido Popular de Andalucía (PP)                       |
| 2015-2023 | Antonio Moreno Ferrer       |         | Partido Socialista Obrero Español de Andalucía (PSOE-A) |
| 2023-act. | Jesús Lupiáñez Herrera      |         | Partido Popular de Andalucía (PP)                       |

En la legislatura 2007-2011 el PP contó con 10 concejales frente a los 9 representantes del PSOE, 3 del GIPMTM, 2 de IU y 1 del Partido Andalucista. Esa legislatura comenzó con un gobierno en minoría del PP y el PA, que invistió alcalde al popular Francisco Delgado Bonilla. Sin embargo, una moción de censura llevada a cabo en octubre de 2008, tras un pacto entre PSOE, GIPMTM e IU, convirtió a la socialista María Salomé Arroyo Sánchez en alcaldesa. Siendo esta la primera mujer en ocupar dicho cargo en el municipio.
En el periodo de 2011-2015, el PP obtuvo mayoría absoluta al obtener 13 de los 25 concejales, siendo alcalde Francisco Delgado Bonilla. El PSOE fue segunda fuerza con 6 escaños, seguido por el PA con 2, IU con 2 y el GIPMTM con 2.
En la legislatura de 2015-2019, el pleno estuvo conformado por 10 concejales del PP, 8 del PSOE, 2 de IU, 2 del GIPMTM, 2 del PA y 1 de Ciudadanos. Fue investido alcalde el socialista Antonio Moreno Ferrer tras conformar un gobierno de coalición de PSOE, GIPMTM y PA, con el apoyo externo de IU. Quedando PP y Ciudadanos en la Oposición.
En la legislatura de 2019-2023, el PP consiguió 9 concejales, seguido del PSOE con 7, 7 del GIPMTM y 2 de AxSí. Siendo relevante que fueron 12 las formaciones políticas que concurrieron a los comicios locales. El socialista Antonio Moreno Ferrer mantuvo la alcaldía con el apoyo del GIPMTM, conformando un gobierno de coalición con la formación torreña.
En la legislatura actual (2023-2027), El PP recupero la alcaldía 8 años después con Jesús Lupiáñez Herrera, tras conformar un gobierno de coalición con el GIPMTM. Quedando en la oposición: AxSí, PSOE y Vox. El pleno municipal del Ayuntamiento de Vélez-Málaga queda compuesto por 9 miembros del PP, 6 del GIPMTM, 6 de AxSí, 3 del PSOE y 1 de Vox.
| Candidato                 | Fecha                                                   | Voto | PP | GIPMTM | AxSí | PSOE | Vox | Total |
| ------------------------- | ------------------------------------------------------- | ---- | -- | ------ | ---- | ---- | --- | ----- |
| Jesús Lupiáñez Herrera PP | 17 de junio de 2023 Mayoría requerida: Absoluta (13/25) | Sí   | 9  | 6      |      |      |     | 15/25 |
| Jesús Lupiáñez Herrera PP | 17 de junio de 2023 Mayoría requerida: Absoluta (13/25) | No   |    |        | 6    | 3    | 1   | 10/25 |

Es relevante para entender las dinámicas políticas electorales de Vélez-Málaga abordar la tensión territorial que implica un municipio constituido por una gran cantidad de núcleos de población. Es especialmente destacable el caso del núcleo costero de Torre del Mar, donde en los años 80 surgió el Grupo Independiente Pro-Municipio de Torre del Mar (GIPMTM) que reclama la constitución de un ayuntamiento independiente para su localidad. Marcando la cuestión torreña la configuración política y electoral de la política veleña desde los años 80.
La segregación fue desestimada por el Tribunal Superior de Justicia de Andalucía en 2001, el Tribunal Supremo en 2004 y, posteriormente, por el Tribunal Constitucional en 2006. Finalmente, el Tribunal Europeo de Derechos Humanos también lo declaró inadmisible en febrero de 2010, tras presentar el GIPMTM un recurso en Estrasburgo.
| Partido político                                            | 2023  | 2023   | 2023       | 2019  | 2019   | 2019       | 2015  | 2015   | 2015       | 2011  | 2011   | 2011       | 2007  | 2007   | 2007       |
| Partido político                                            | %     | Votos  | Concejales | %     | Votos  | Concejales | %     | Votos  | Concejales | %     | Votos  | Concejales | %     | Votos  | Concejales |
| Partido Popular de Andalucía (PP)                           | 32,11 | 12 098 | 9          | 28,89 | 10 289 | 9          | 37,02 | 12 556 | 10         | 46,74 | 16 920 | 13         | 32,80 | 10 250 | 10         |
| Grupo Independiente Pro Municipio de Torre del Mar (GIPMTM) | 21,18 | 7983   | 6          | 20,33 | 7240   | 7          | 7,06  | 2396   | 2          | 7,43  | 2691   | 2          | 10,35 | 3234   | 3          |
| Unidad Andalucista (UA)-Andalucía Por Sí (AxSí)             | 20,43 | 7700   | 6          | 6,61  | 2351   | 2          | —     | —      | —          | —     | —      | —          | —     | —      | —          |
| Partido Socialista Obrero Español de Andalucía (PSOE-A)     | 12,63 | 4760   | 3          | 20,50 | 7301   | 7          | 27,37 | 9285   | 8          | 20,86 | 7550   | 6          | 31,68 | 9900   | 9          |
| Vox                                                         | 5,36  | 2023   | 1          | 3,67  | 1310   | 0          | —     | —      | —          | —     | —      | —          | —     | —      | —          |
| Con Andalucía-Izquierda Unida (IU)                          | 4,76  | 1794   | 0          | 3,87  | 1380   | 0          | 7,51  | 2549   | 2          | 7,64  | 2767   | 2          | 9,23  | 2884   | 2          |
| Ciudadanos (CS)                                             | 0,59  | 225    | 0          | 4,01  | 1431   | 0          | 5,64  | 1913   | 1          | —     | —      | —          | —     | —      | —          |
| Partido Andalucista (PA)-Espacio Plural Andaluz (EP-And)    | —     | —      | —          | —     | —      | —          | 6,84  | 2321   | 2          | 9,46  | 3423   | 2          | 5,41  | 1691   | 1          |

### Justicia
Vélez-Málaga es la cabeza del partido judicial número 2 de la provincia de Málaga, cuya demarcación comprende a la ciudad y a otros 16 municipios vecinos, atendiendo a la población en tres juzgados de primera instancia.

## Símbolos
Los símbolos oficiales de Vélez-Málaga son su pendón y su escudo. Estos fueron aprobados por la Junta de Andalucía el 29 de abril de 2005 y se definen por la siguiente descripción:

Escudo: Al interior, en la parte superior del escudo aparece un cielo azur, mientras que la parte inferior y la parte central de los flancos se representa un campo con vegetación en sinople. En la zona central aparece el rey Fernando el Católico con brazo derecho elevado y con espada, sobre el caballo rampante que se representa en color marrón natural. El rey aparece con armadura y la silla de montar en oro, con falda de malla con sombreados de plata y sable, y espada y escudo en plata. En la parte inferior del caballo, en su zona trasera, se representa a Sebastián Fernández, palafrenero real, yaciente con pantalón en gules, chaqueta marrón y tocado blanco. A su lado aparece otra figura yaciente que posa su mano sobre la cabeza. En la parte diestra del escudo, por delante del caballo aparece un moro con turbante blanco, coraza en oro, escudo en azur, falda marrón que es atravesado por lanza. Inmediato y por encima de éste se representa un soldado castellano con casco y coraza en plata, con escudo en gules. Al timbre corona real abierta.

Pendón: Pendón cuadrado, de 157,5 x 157,5 centímetros de dimensión, de tela de color verde ribeteada de una banda de brocado en hilo de oro en tres de los extremos. Centrado en el centro el escudo municipal, enmarcado con la misma banda de brocado en hilo de oro.

## Cultura

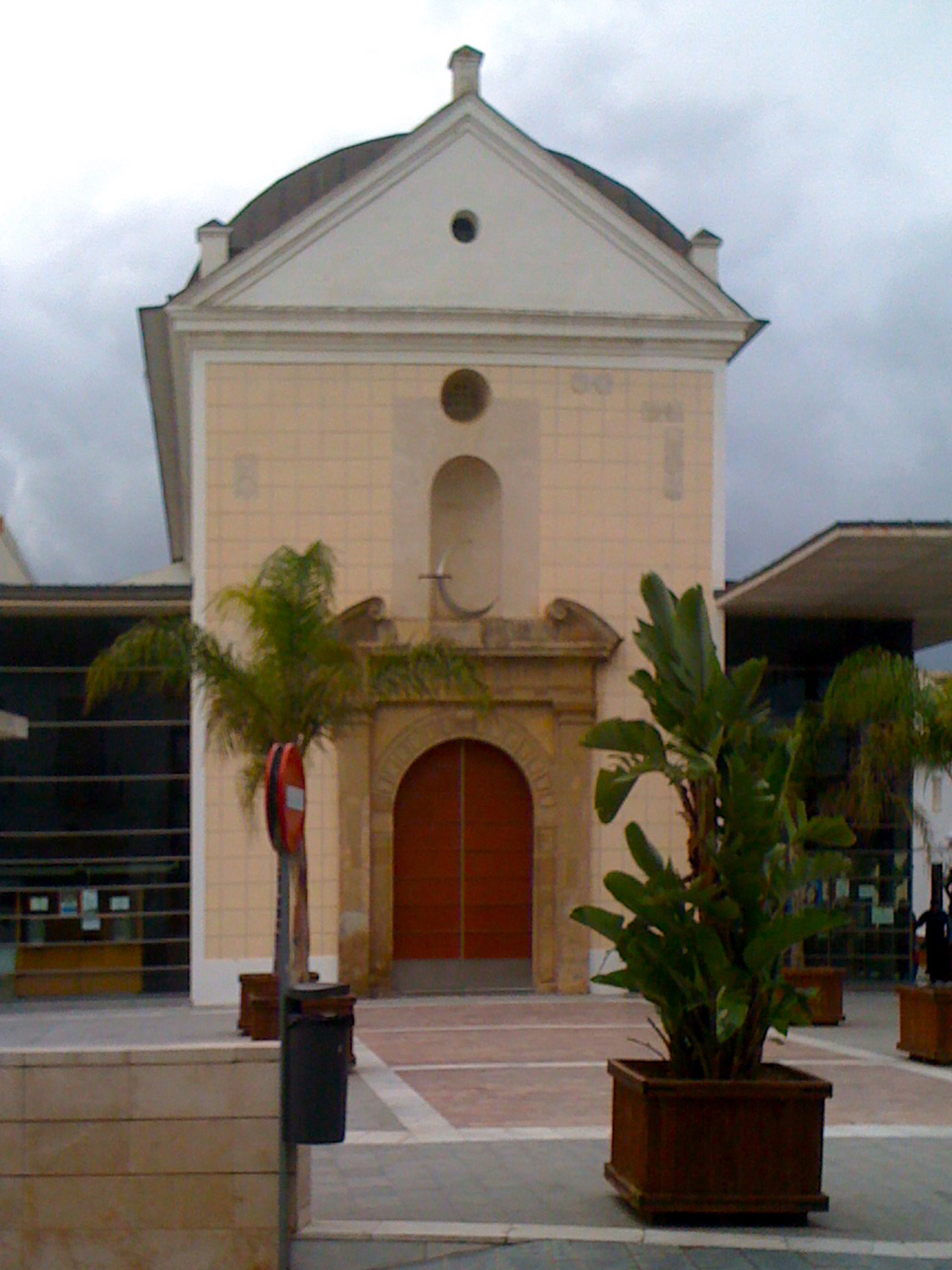
Teatro del Carmen

Uno de los mayores acontecimientos musicales es el festival flamenco Juan Breva, considerado como uno de los festivales flamencos más importantes de la provincia de Málaga. Se viene celebrando desde 1976, en el teatro del Carmen, donde se dan cita las grandes figuras de la zona y otros lugares de Andalucía. En 2003 se inauguró el Certamen de monólogos ciudad de Vélez-Málaga, y desde entonces se celebra anualmente en primavera en el Café-Teatro Casarte Azul. Organizado por la administración municipal, en el certamen participan tanto actores individuales como grupos y se premian tres categorías.
Entre noviembre y diciembre se celebra el festival Un otoño de viñetas, jornadas dedicadas al cómic. La primera edición tuvo lugar en el año 2000. También está organizado por el ayuntamiento, aunque también colaboran la Diputación de Málaga y la Mancomunidad de Municipios de la Costa del Sol-Axarquía. El programa incluye mesas redondas, charlas, coloquios, talleres y exposiciones. Además, para la ocasión se publican tebeos inéditos. Gran parte de las actividades se llevan a cabo en el Palacio de Beniel. Por otro lado, cabe señalar que Vélez-Málaga es una de las sedes de la universidad de verano de la Universidad de Málaga y, por lo tanto, se imparten diversos cursos durante la época estival, además de otras actividades culturales y educativas relacionadas.
Pero la vida cultural de Vélez-Málaga no se circunscribe solo a la parte oficial, sino que también participan una nómina de pintores, escritores, poetas, periodistas, etc. que han hecho, sobre todo a partir del siglo XX, mucho más rico el panorama, como, por ejemplo, los pintores Francisco Hernández, José Muñoz Anglada o Evaristo Guerra, el escultor Jaime Pimentel, el historiador Francisco Montoro, el poeta Joaquín Lobato, los escritores Antonio Jiménez, Francisco Gálvez, Margarita García-Galán, Francisco Díaz Guerra, Salvador Gutiérrez o Antonio Serralvo. 

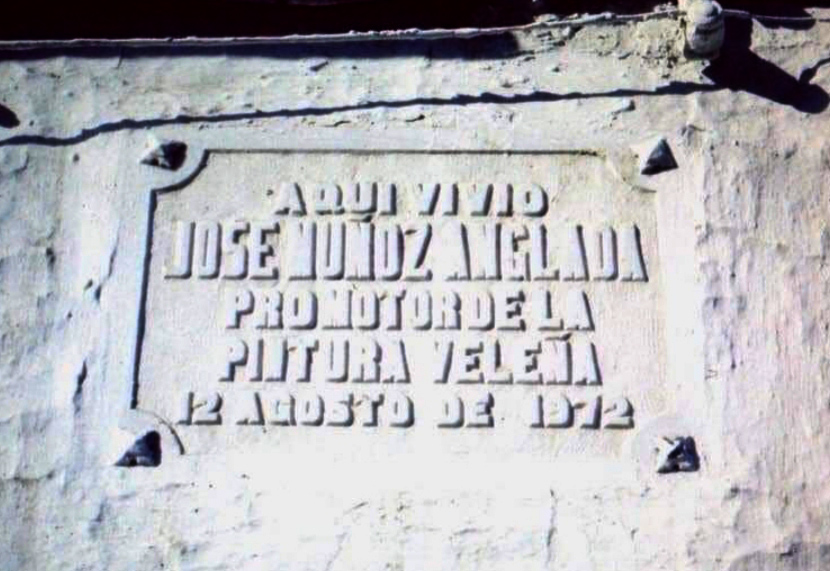
Placa homenaje al pintor José Muñoz Anglada en Vélez-Málaga en la calle Arroyo n.º 14 (ahora desaparecida)

### Museos
El Museo de la Semana Santa. Está alojado en la iglesia de Santa María la Mayor y consta de cuatro salas de distinta temática y una quinta para exposiciones temporales. El Centro de Arte Contemporáneo Francisco Hernández abrió sus puertas el 14 de septiembre de 2013 con una antológica del pintor melillense Francisco Hernández. El CAC, que se ubica en la céntrica calle Félix Lomas, se ha habilitado en un edificio que a principios del siglo XX albergó el colegio Nuestra Señora de la Presentación, y sus obras, desarrolladas bajo el proyecto del arquitecto Juan Miguel Hernández León, constan de siete salas expositivas, un auditorio, cafetería, tienda y oficinas administrativas.
No obstante, existen una serie de proyectos museísticos en distintas fases de finalización. Se está trabajando en el Museo de Interpretación de la Piedra, en Valle-Niza; el Museo de los Pósitos; el Museo de Interpretación de la Caña de Azúcar y el Museo de Arte y Costumbres Populares, ambos en la antigua fábrica Larios de la localidad de Torre del Mar; el Museo de Interpretación del Mundo Musulmán; y en centros de interpretación de los yacimientos arqueológicos de los Toscanos, la necrópolis de Jardín y el Cerro del Mar.
El 28 de marzo de 2017 quedó inaugurado el Museo de la Ciudad de Vélez-Málaga (Mvvel), ubicado en la plaza San Juan de Dios. Cuenta con más de 1700 objetos expuestos, como piezas arqueológicas, documentos, fotografías, grabados o reproducciones, procedentes de colecciones privadas, de los fondos municipales y del Museo Provincial de Málaga.

### Teatros y cines
El principal teatro del municipio es el Teatro del Carmen, situado en el antiguo Convento de San José de la Soledad. A este se suma el Café-teatro Casarte Azul, antiguo bar de copas que organiza ciclos de jazz, rock, pop, café teatro, monólogos, cantautores y ofrece muestras y exposiciones plásticas, y el Teatro-Cine Lope de Vega, situado en el centro de la ciudad. Además, el municipio cuenta con dos multicines.

### Fiestas populares
Además de celebraciones como el carnaval y la noche de San Juan, cada núcleo urbano celebra sus propias fiestas y romerías. A finales de septiembre y principios de octubre se celebra la Real Feria de San Miguel, la fiesta más importante de la ciudad por ser la feria más importante de todas cuantas tienen lugar en el término municipal de Vélez-Málaga. Se celebra entre finales de septiembre y principios de octubre con una duración de cinco días, comenzando el miércoles por la noche con la elección del Míster y la Miss, y finalizando el domingo.
Durante el día, la feria se vive en el centro de Vélez: en la plaza de las Carmelitas, las calles Canalejas y Reñidero, y en el Paseo de Andalucía. Por la noche la fiesta se traslada al Real situado junto a la avenida del rey Juan Carlos I. En ambos casos, el ambiente es el típico de las ferias andaluzas, con paseo de caballos, mujeres vestidas de faralaes y los hombres de corto, casetas, actuaciones musicales y otras actividades lúdicas y culturales para pequeños y grandes. Otra feria celebrada en Torre del mar es el día de Santiago y Santa Ana, a finales de julio con una duración de 4 o 5 días.
La Semana Santa de Vélez-Málaga está declarada Fiesta de Interés Turístico Nacional. En sus desfiles procesionales participan 19 cofradías. El Jueves y el Viernes Santo son los días más grandes en cuanto a número de cofradías y tamaño de tronos e insignias, aunque igualmente de importantes son el resto de procesiones que tienen lugar desde el Domingo de Ramos hasta el Domingo de Resurrección, sin olvidar las estaciones de penitencia de Ecce-Homo y la Virgen del Amor, el Coronado de Espinas y la  irgen de los Dolores el Martes Santo y Cristo de Medinaceli y la Magdalena, la Sentencia y el huerto y María Santísima de los Desamparados el Miércoles Santo.
Los desfiles del jueves comienzan con Jesús Atado a la Columna y María Santísima del Rosario en sus Misterios Dolorosos (estudiantes), Jesús de la Humildad y María Santísima de la Paz, Jesús del Gran Poder y María Santísima de la Amargura, el trono más grande de la Semana Santa veleña, Jesús el Rico y María Santísima de la Piedad, la llamada novia de Vélez, ya que va vestida de blanco y por último cierran la noche Jesús Nazareno El Pobre, quién realiza la bendición del pueblo y la Virgen de la Esperanza. El Viernes Santo se abre con el cortejo del Cristo de los Vigías, Cristo del Amor y Virgen de la Caridad, Cristo del Mar y Virgen de las Penas y la Virgen de las Angustias con su hijo en brazos y la cofradía del Santo Sepulcro cierran la noche. Por la madrugada, comienza la Estación de Penitencia la Virgen de la Soledad, cuyos penitentes van rezando el santo Rosario por las calles, completamente a oscuras.
El paso de Cajiz también está declarado fiesta de interés turístico. Se trata de la representación en vivo de la Pasión de Cristo, que se escenifica el Viernes y Sábado Santo, por más de 200 actores. Se representan 36 escenas del Antiguo y Nuevo Testamento durante unas tres horas, tanto en escenarios decorados al libre como en escenarios naturales.
Otra fiesta señalada es la de la Virgen del Carmen, que se celebra cada 16 de julio en Caleta de Vélez y Torre del Mar. La Virgen del Carmen sale en procesión marítima acompañada de barcas engalanadas y fuegos artificiales. En Caleta de Vélez los hombres que portan a la Virgen se visten de marengo; descalzos, con pantalón azul, camisa blanca y faja roja.
También es notorio el belén viviente de Almayate. Es una escenificación del nacimiento de Jesús por actores no profesionales. Se lleva a cabo el último fin de semana de diciembre. Durante el acto, que se compone de 12 escenas, se matan dos cerdos y se elaboran productos para la degustación del público.

### Mercadillo
En este pueblo se realiza todos los jueves un mercadillo llamado el barato. Se ubica en unos descampados al sudoeste del núcleo y hay desde floristerías hasta chucherías. Aquí se puede encontrar un ambiente de pueblo andaluz y la amabilidad de los veleños, tanto vendedores como compradores.

### Artesanía
En Vélez-Málaga se producen de manera artesanal objetos de alfarería, ánforas, artículos de caña, artículos de mimbre, el botijo veleño, fragua, hojalata y sillería de anea. La cerámica artesanal veleña consiste en la fabricación de ladrillos, losas, mosaicos, etc., fabricando las piezas con las manos, moldeando el barro, como introdujeron los árabes en la península hace más de mil años y que se conservan en muy pocos rincones de España, estando en Vélez-Málaga la principal industria de este producto. Cabe destacar al maestro alfarero y artista Pepe Gálvez, premiado en el certamen internacional de Talavera de la Reina, restaurador en edificios y monumentos y autor de numerosas obras artísticas. Los últimos fabricantes de este material se reúnen en la asociación de ceramistas artesanos veleños.

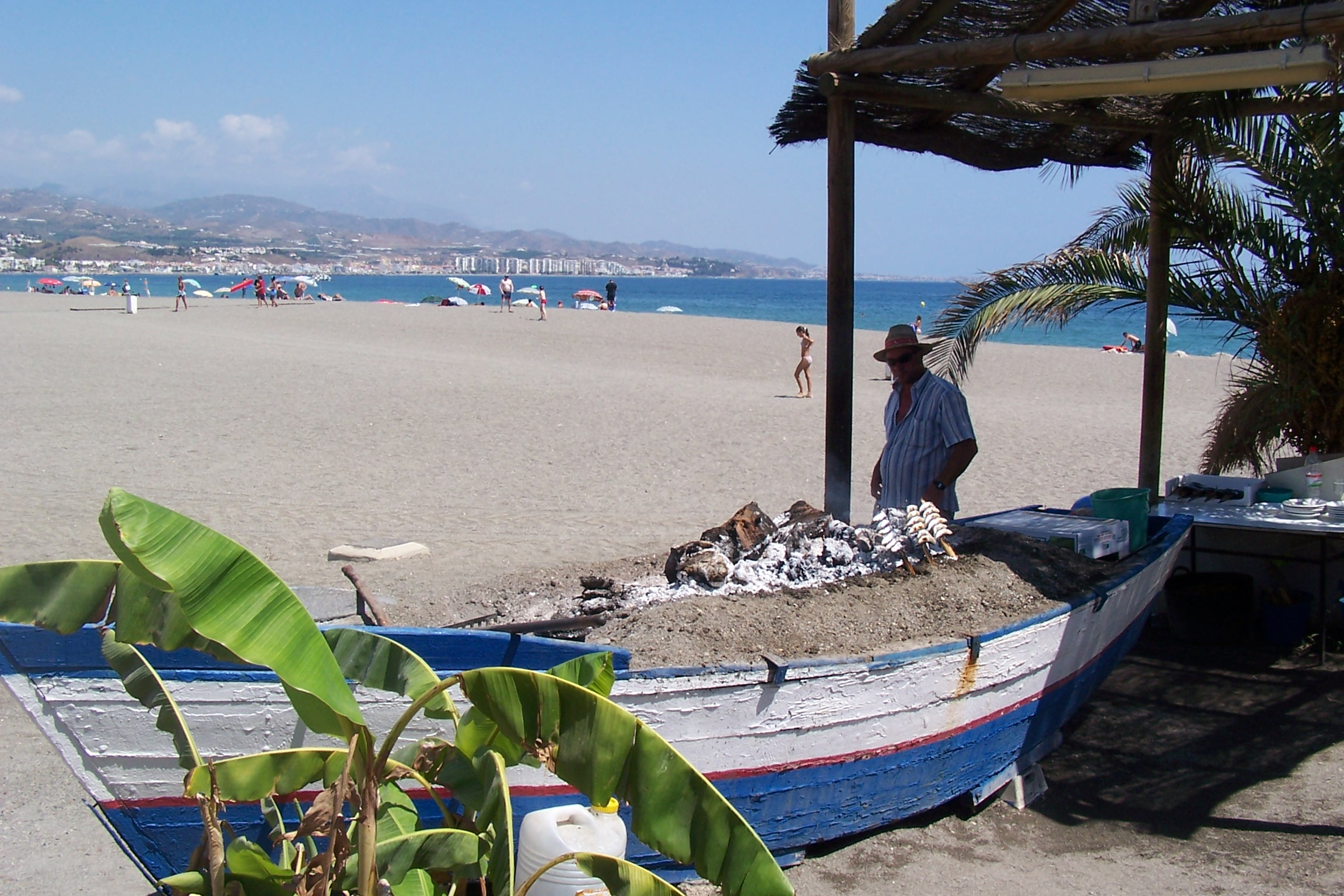
Espetos de sardinas

### Gastronomía
Vélez-Málaga tiene una extensa gastronomía propia, entre cuyos platos destacan principalmente los elaborados durante la época de Semana Santa. Era tradición antiguamente que durante el período de cuaresma no se comiera carne, de ahí que se consumiera el bacalao en salazón, un alimento que era fácil de conservar y a la vez su precio estaba al alcance de la mayoría del pueblo.
Son platos típicos: la ropa vieja, variedad de berza con patatas, judías verdes, garbanzos, calabaza, berenjena y carne; el ajoblanco, sopa fría hecha con almendras, ajo y miga de pan; las tortas de bacalao con miel; los maimones, hechos con ajo frito y pan remojado; las migas; la sopa cachorreña; el pescaíto frito; los chanquetes; y, en cuanto a repostería, los mostachones y las tortas de aceite.
El plato más típico de este municipio es el ajobacalao, típico de Semana Santa y exclusivo de este enclave. Está elaborado a base de miga de pan cocido al horno de leña, aceite de oliva virgen extra de la Axarquía, bacalao en salazón, zumo de limón, ajo, pimentón y guindilla. Este plato nació como alimento reconfortante con el cual se obsequiaba a los horquilleros al finalizar el recorrido procesional por las calles de dicha ciudad. En la actualidad, esta tradición se sigue manteniendo.

### Deporte
Las instalaciones deportivas de Vélez-Málaga se distribuyen por varios de los núcleos urbanos del municipio. Existen tres piscinas municipales descubiertas, con apertura en verano (normalmente julio y agosto): una en Vélez-Málaga, una en Triana y una en Cajiz; también hay una piscina cubierta en Vélez
El núcleo urbano de Vélez cuenta con un pabellón cubierto, un polideportivo que incluye pista de atletismo, 3 pistas de tenis, 4 pistas de pádel, 4 pistas de fútbol sala, 2 pistas de baloncesto y campo de fútbol 11, y el complejo deportivo Vivar Téllez (1 campo fútbol 11, 1 campo fútbol 7 y 2 pistas de pádel).
Torre del Mar cuenta con el estadio Juan Manuel Azuaga, campo de fútbol 11 de césped artificial, un pabellón cubierto, una piscina cubierta y varias pistas deportivas en el paseo Marítimo (1 pista de tenis, 2 pistas de fútbol sala, 1 pista de baloncesto y 2 pistas de pádel).
Chilches, Benajarafe y Caleta de Vélez disponen cada uno de un complejo deportivo, mientras que Almayate tiene un campo de fútbol 11 de césped natural y 1 pista de pádel. El equipamiento deportivo del municipio se completa con el puerto deportivo de Caleta de Vélez y el campo de golf Baviera.
Con periodicidad anual se llevan a cabo varios campeonatos locales, uno de tenis, (pádel), fútbol sala... También existen numerosas asociaciones y clubes de variados deportes, como el de tenis de mesa, bádminton, natación, ciclismo, atletismo, etc., siendo algunos de los clubes más destacados el CB Vélez, el Vélez Club de Fútbol y el Club Náutico de Torre del Mar.

## Ciudades hermanadas
- Melilla